# Maritieme geschiedenis van de Nederlanden: van de prehistorie tot 1585
De maritieme geschiedenis van de Nederlanden beschrijft het ontstaan en de ontwikkeling van de scheepvaart in de Lage Landen, vanaf de vroegste tijd tot 1585. Dit artikel wil daarvan een overzicht bieden.

De hierop volgende periode wordt beschreven in:
- Maritieme geschiedenis van België
- Maritieme geschiedenis van Nederland

## Prehistorie
| Naam                            | Jaar             |
| ------------------------------- | ---------------- |
| Kano van Pesse                  | 8200–7600 v.Chr. |
| Kano van Hardinxveld-Giessendam | ~5000 v.Chr.     |
| Kano van Bergschenhoek          | ~4200 v.Chr.     |
| Kano van Hazendonk              | 3400–2900 v.Chr. |
| Kano van De Vergulde Hand       | ~800 v.Chr.      |
| Kano van Nigtevecht             | 800–500 v.Chr.   |
| Kano van Nijeveen               | 800–500 v.Chr.   |
| Kano van Terbregge              | 800–500 v.Chr.   |
| Kano van Nekkerspoel            | ~500 v.Chr.      |

De sterke verbondenheid van de Nederlanden met de zee heeft een lange voorgeschiedenis. De oudste boten in de Nederlanden zijn waarschijnlijk huidboten geweest; hiervan zijn echter geen overblijfselen gevonden. Pas na het Weichsel-glaciaal begonnen er hier bomen te groeien. Tijdens het Preboreaal en het Boreaal (9500–7200 v.Chr.) werden er boomstamkano's gemaakt van grenenhout, zoals de in 1955 bij Pesse in Drenthe gevonden kano van Pesse. Deze uitgeholde grove den is gedateerd tussen 8200 en 7600 v.Chr. en voor zover bekend de oudst bewaard gebleven boot ter wereld. In 1904 werd bij Nekkerspoel de kano van Nekkerspoel gevonden, die gedateerd is op ~500 v.Chr. In technisch opzicht is deze van een veel hoger peil.
Ook de volkeren die de Nederlanden in de late steentijd (5300–2000 v.Chr.) bevolkten gingen al ter zee, hetzij voor de visserij, hetzij voor de handel, hetzij voor het maken van de oversteek naar landen overzee. Dat de visserij beoefend werd, blijkt uit archeologische opgravingen. Van de Vlaardingencultuur (3500–2500 v.Chr.) zijn visnetten gevonden die precies lijken op de visnetten zoals die daar nog kortgeleden door de vissers zelf gemaakt werden.
Met de komst van de zogenaamde Klokbekervolkeren (2700–2100 v.Chr.) begon een periode van intensieve contacten met andere kustgebieden. Het intensieve handelsverkeer verklaart ook de vele overeenkomsten tussen de prehistorische culturen van de Nederlanden en Engeland. De opvatting dat de Klokbekervolkeren oorspronkelijk uit de Lage Landen kwamen wordt niet algemeen gedeeld. De Klokbekervolkeren onderhielden ook uitgebreide maritieme contacten met de rest van Europa en voeren zelfs op Noord-Afrika. De meest indrukwekkende bouwfase van Stonehenge is onder hun leiding tot stand gekomen.
In de vroege bronstijd leefden in de Lage Landen de volkeren van de Wikkeldraadcultuur (2000 v.Chr.). Zij stammen naar alle waarschijnlijkheid af van de Klokbekervolkeren. De contacten van hun voorgangers met Engeland werden voortgezet; hetzelfde geldt voor hun opvolgers, de Hilversumcultuur (1800–1200 v.Chr.). Uit deze tijd zijn boten opgegraven die geschikt waren voor de vaart op Engeland. In de ijzertijd (800–12 v.Chr.) domineerden de Kelten tijdelijk het zeeverkeer; zo staat het vast dat in ieder geval Belgische stammen de oversteek naar Engeland gemaakt hebben.
Twee eiken boomstamkano’s die in 1910 bij uitbreidingswerken van de Antwerpse haven in Oosterweel werden opgegraven, werden aanvankelijk in de ijzertijd gedateerd, maar met behulp van C14-datering is vastgesteld dat deze uit de middeleeuwen stammen.

## Romeinse tijd
De eerste ooggetuigenverslagen die zijn opgetekend zijn het gevolg van de komst van de Romeinen.

In de Commentarii Rerum in Gallia Gestarum beschrijft Julius Caesar zijn gevechten tegen de Belgae in de zuidelijke Nederlanden in 57 v.Chr. Deze Gallische oorlog maakte daarmee een eind aan de prehistorie van de Nederlanden.

Fectio, bij het tegenwoordige Vechten in Utrecht, was in deze tijd een uitvoerhaven. De classis Britannica was gestationeerd in Boulogne-sur-Mer, dat toen Portus Itius genoemd werd. Vanuit dit gebied van de Morini en de Menapiërs begon Julius Caesar in 55 v.Chr. aan zijn invasie van Britannia. Deze invasie verliep weinig succesvol, waarop hij tijdens de winter schepen liet bouwen. Het jaar erop voer hij met een vloot van meer dan 800 schepen opnieuw naar Groot-Brittannië. Deze keer had hij meer succes, maar moest terugkeren vanwege onrust in Gallië.
De kustlijn zag er rond het begin van de jaartelling geheel anders uit. Een relatief langzame zeespiegelstijging, in combinatie met het waarschijnlijk vaker voorkomen van stormen, kan de oorzaak zijn geweest van de kusterosie in West-Nederland, die begonnen was tussen de 5e en de 1e eeuw v.Chr. Terwijl in de periode daarvoor de kustlijn zich gesloten had – afgezien van de riviermondingen van de Schelde (via de Oosterschelde), de Maas (bij Rotterdam), de Rijn (bij Leiden) en het Oer-IJ (bij Castricum) – werden deze mondingen hierna weer steeds wijder.

In deze periode begon men plaatselijk de hoogveengebieden te ontginnen, waarbij afwateringssloten werden gegraven. Dit maakte het gebied echter kwetsbaar: bij hoge vloed en storm werd het vaker overspoeld. Het zoute water verhinderde nieuwe veenvorming; inklinken van de bodem was hiervan het gevolg. In Zeeland kwam het veen zelfs zo laag te liggen dat het rond het begin van de jaartelling grotendeels overspoeld werd door de zee en de veenvorming er stopte. Hoewel het veen tot in de derde eeuw werd bewoond, drong de zee aan het einde van deze eeuw tot diep in Zeeland door. In combinatie met selnering, zoutwinning uit zouthoudend veen waarbij het veen wordt afgestoken en verbrand, veroorzaakte dit grootschalige erosie van het veen. Aan het einde van de Late Middeleeuwen was de kustbarrière van Zeeland hierdoor bijna geheel verdwenen.
In de Romeinse tijd vonden steeds meer avulsies – stroomgordelverleggingen – plaats. Door verzanding van de monding van het Oer-IJ werd vanaf 47 n.Chr. de Oude Rijn voor enkele eeuwen de noordgrens van het Romeinse Rijk. Rond 600 v.Chr. ontstond de Utrechtse Vecht, die via het Oer-IJ afwaterde. Tevens ontstonden in deze tijd de Lek, Waal, de benedenloop van de Hollandse IJssel, en de Gelderse IJssel, terwijl de Linge net voor de komst van de Romeinen was ontstaan. De Oude Rijn verzandde doordat de Rijn steeds meer via de Maas ging afwateren. In het gebied woonden verschillende stammen, elk met zijn eigen leefgewoonten. De Chauken waren een volk dat leefde van de visvangst. Ze woonden in het gebied tussen de Eems en de Wezer. Uit deze periode zijn meerdere schepen gevonden, zoals eind 1970-1979|jaren 70 in Zwammerdam en in 2003 in Woerden en Leidsche Rijn.
| Naam                     | Jaar          |
| ------------------------ | ------------- |
| Schepen van De Meern     |               |
| Schip van Vechten        |               |
| Schip van Brugge         | 180 ± 80      |
| Schip van Kapel-Avezaath | eind 2e eeuw  |
| Schip van Druten         | 2e of 3e eeuw |
| Kano's van Zwammerdam    | 275–325       |
| Schepen van Zwammerdam   |               |
| Schepen van Pommeroeul   | 275–325       |
| Schepen van Woerden      |               |

De Bataven vestigden zich in het begin van de Romeinse tijd in de Rijndelta, oostelijk van de Cananefaten. In tegenstelling tot de Chauken hielden de Friezen zich voornamelijk bezig met veeteelt. Desondanks hadden de Friezen onder Romeinse vlag – lang vóór de Angelsaksen – vaste voet op Engelse bodem gekregen. De contacten tussen Romeinen en Friezen verliepen overigens niet altijd vreedzaam; de Friezen werden veelal als geduchte piraten gevreesd. Aan de monding van de Rijn bleef het onrustig. Toen een deel van de Friezen zich aansloot bij de naburige Saksen namen de Saksen hun ongunstige reputatie van zeerovers over.
Gedurende de derde en vierde eeuw werd het Friese land regelmatig overstroomd. Hierdoor gingen de Friezen zich meer dan voorheen toeleggen op de visserij en de overzeese handel, waardoor ze een zekere rijkdom verwierven. De Friese economie beleefde een hoogtepunt in de vijfde eeuw, toen zij erin slaagden de Noordzeehandel naar zich toe te trekken. Deze bloeiperiode zou tot aan de komst van de Vikingen voortduren. Als gevolg van de rooftochten van de Vikingen raakten de Nederlandse zeevaart tijdelijk in verval.
Een ander belangrijk volk dat zich wellicht op Nederlandse bodem tot piraten ontwikkeld heeft, waren de Saliërs. Zij zullen tot de eerste Franken in de Lage Landen hebben behoord; ook zij worden beschreven als zeerovers. Dat veranderde nadat zij door de Saksen van hun oorspronkelijke woongebieden dicht bij het Flevomeer werden verdreven en zich van de Romeinen tussen de Bataven mochten vestigen in Toxandrië. Het is onduidelijk of zij daarna net als de Bataven in de Romeinse legers moesten dienen of dat zij tegen hun wil een woongebied aan de Zwarte Zee kregen toegewezen. Feit is dat er een spectaculair verhaal is overgeleverd uit de tijd van keizer Probus (276-282). Volgens Zosimus had een grote groep Franken na hun verbanning besloten om op eigen houtje vanuit Oost-Europa terug te keren naar hun woonplaatsen aan de monding van de Rijn. Zij kaapten een aantal schepen en wisten via Griekenland, Sicilië en Carthago vrijwel ongeschonden de reis te voltooien, daarbij een spoor van vernieling achter latend. Toen de Salische Franken later – wellicht samen met de Bataven – meer landinwaarts gingen wonen, lieten zij de zee voorlopig over aan de Friezen. De Nederlandse kust diende als springplank voor de Angelen en Saksen, die waarschijnlijk samen met Friezen naar Engeland zijn overgestoken. Zij vestigden zich blijvend op het eiland en brachten het grotendeels onder hun heerschappij.
Ten gevolge van kusterosie kwam de zee tot aan het castellum van Oudenburg, waarschijnlijk Portus Epiatici. Ook Brittenburg, de meest westelijk gelegen Romeinse fortificatie aan de Oude Rijn, kwam onder water te staan. De Romeinen konden de strijd tegen het water niet winnen en verlieten het gebied. De ineenstorting van het West-Romeinse Rijk had een sterke economische neergang tot gevolg.

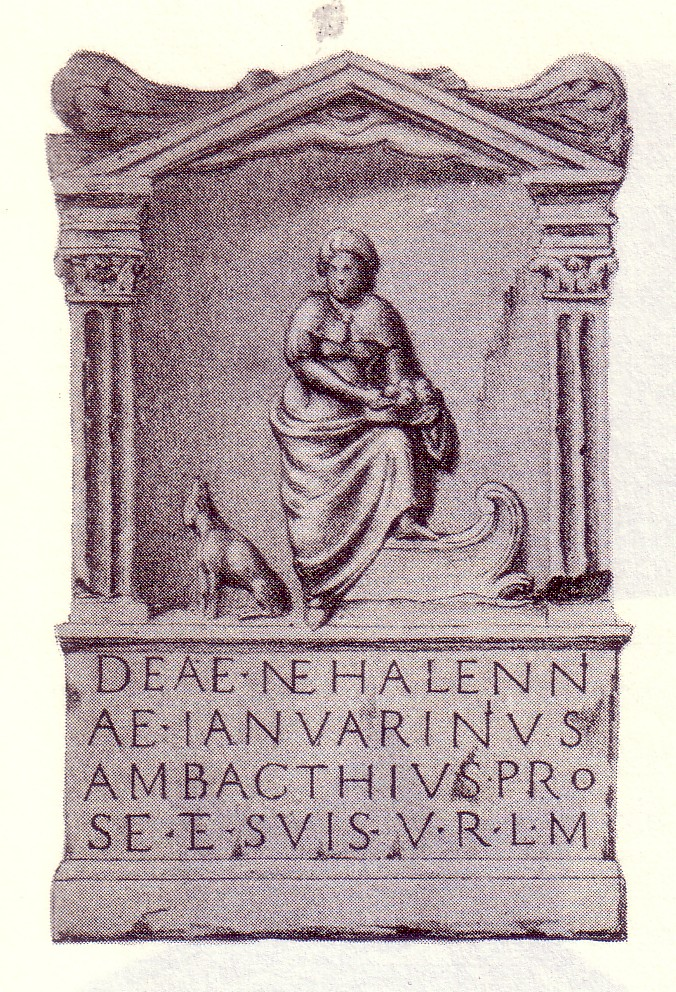
Domburgs Nehalennia-altaar volgens plaat 7 No. 15a van L.J.F. Janssen, De Romeinsche Beelden en Gedenksteenen van Zeeland, Leiden, 1845

### Handelsvaart
Omdat de opbrengsten van de lokale landbouw niet toereikend waren voor de Romeinse bezettingstroepen, moesten levensmiddelen als graan, wijn en olie per schip worden aangevoerd. Ten tijde van de Bataafse Opstand was er al sprake van korenschepen. Julianus Apostata liet halverwege de vierde eeuw graan uit Britannia aanvoeren. Uit Spanje werd wijn en olie aangevoerd. Deels kwam dit via de rivieren, maar deels ook over zee.
Altaren ter ere van Nehalennia, de beschermgodin van vissers en zeelui, die zijn gevonden in Zeeland, illustreren het belang van het handelsverkeer in deze periode. De namen van schenkers van deze altaren laten ook handelaren uit Italië, Keulen, Trier en Brittannië zien die handelden in zout, vissaus en kleding. Andere handelswaar was keramiek van het Rijngebied naar Brittannië, terracottabeeldjes uit Keulen en Trier en wijn uit Zuid-Frankrijk en het Moezel- en Rijngebied.
Nehalennia-altaren worden thans bewaard in het museum van Leiden en in het Zeeuws museum van Middelburg.

### Ontwikkeling scheepstypes
Aanvankelijk waren de boomstamkano's simpele halfronde vaartuigen. Daarna is er een ontwikkeling naar trapeziumvormige kano's, mogelijk vanwege grotere stabiliteit. Het volgende stadium was het toevoegen van opboeisels om de boorden te verhogen en het toevoegen van spanten. Plinius beschrijft kano's die bemand waren met dertig krijgslieden. De Romeinse invloed zorgt ervoor dat lederen zeilen vervangen worden door zeildoek. De Romeinen introduceerden ook hun scheepsbouwmethoden, zoals de pen-en-gatverbinding bij de karveelbouw. Mét de Romeinen verdween deze techniek echter ook weer en werd lange tijd voornamelijk overnaads gebouwd.
Naast kano's en platboomse schepen bestonden ook scherpere types zoals het schip van Vechten. De teruggevonden schepen zijn geen van allen echte zeeschepen. Waarschijnlijk beschikten de schippers van de Nehalennia-altaren wel over deze nog onbekende schepen.
De Notitia Dignitatum vermeldt de classis Sambrica, de Romeinse vloot die in de vijfde eeuw vanuit Quentowic, tegenwoordig Étaples, opereerde. Ook van belang was Iserae Portus dat aan de monding van de IJzer moet hebben gelegen.

## Middeleeuwen
| - Kogge - Hulk - Karveel - Kraak - Galei - Baardse - Boeier - Heude - Buis - Dogger - Hoeker - Pink - Schuit - Balengier - Bark - Ever - Kraaier |

Na het vertrek van de Romeinen werd het gebied van de latere Nederlanden bewoond door de Friezen en de Franken. Onderling was er regelmatig strijd, totdat in de achtste eeuw keizer Karel de Grote het gehele gebied wist te veroveren. Na zijn dood raakte het Frankische Rijk in verval. Het viel in stukken uiteen en het toch al zwakke centrale gezag verdween vrijwel geheel. Lokale heren vestigden hun gezag, dat zij door oorlogen en intimidatie probeerden te vergroten. Aldus ontstonden heerlijkheden, die zich soms tot graafschappen ontwikkelden. Vlaanderen kon zich zo na verloop zelfs meten met Engeland en Frankrijk. Brabant was in die tijd nog een onbeduidend vorstendom.
Ten noorden van de rivieren liep de ontwikkeling nog verder achter. Hier heersten aanvankelijk de Friezen. De IJsselsteden ontwikkelden een bloeiende economie. Het ontbrak hen echter – evenals het Sticht Utrecht na de Investituurstrijd – aan eenheid om effectief weerstand te kunnen bieden aan Holland. Holland was aanvankelijk dunbevolkt. Pas na grootschalige inpolderingen wist het zich vanaf de dertiende eeuw tot de overheersende macht in het noorden te ontwikkelen.
Via overerving en verovering kwamen de Nederlanden in de loop van de vijftiende eeuw onder het Bourgondische Huis en in 1482 onder het Habsburgse huis. In deze periode waren de Nederlanden nauw betrokken bij de strijd tussen Engeland en Frankrijk. Vlaanderen was tot aan het einde van de middeleeuwen een van de meest welvarende streken van Europa, maar naarmate de Franse monarchie zich ontwikkelde kwam het echter in de knel te zitten en verloor het grondgebied aan Frankrijk.

### Vroege middeleeuwen
Na de volksverhuizingen en de mede daardoor veroorzaakte val van het West-Romeinse Rijk, werden de Lage Landen bewoond door drie duidelijk te onderscheiden volkeren. De Friezen woonden langs de kusten, de Saksen in het oosten en de Franken in het zuiden. Grensstad van de Franken was lange tijd Nijmegen, waar zij een palts vestigden. De Franken breidden hun grondgebied eerst naar het zuiden, later ook naar het noorden en oosten uit, en onderwierpen de andere volken. Door de Grote Volksverhuizing raakte de stamverhoudingen in heel Europa zeer vermengd, maar de verhoudingen in de Nederlanden veranderen niet heel sterk. Het lijkt erop dat door het verdwijnen van de Romeinen de Friezen hun machtsgebied aan de kust uitbreiden, maar we weten niet of dat dezelfde Friezen zijn als uit het begin van de jaartelling en ook niet of er een verandering van etniciteit mee gepaard ging. Procopius vermeldt dat ook de Friezen, samen met de Angelen en Saksen, Brittannië binnendrongen.
De volken die zich in de Lage Landen vestigden hadden aanvankelijk weinig interesse in de scheepvaart. Uit het werk van Gregorius van Tours blijkt echter dat in de zesde eeuw de handel aan de Atlantische kust opleefde. Het Schip van Brugge dat in 1899 bij graafwerkzaamheden bij Brugge werd gevonden, werd aanvankelijk in deze tijd gedateerd, maar is waarschijnlijk uit de Romeinse tijd.

#### Zuidelijke Nederlanden
Over de scheepvaart van de Zuidelijke Nederlanden in de middeleeuwen is relatief weinig gepubliceerd.
In de zesde eeuw begon het scheepvaartverkeer op de Britse eilanden weer toe te nemen. Quentowic – ten zuiden van Calais – werd een belangrijke stad en nam de handel met Engeland over van Boulogne. Hierlangs liep ook de via rectissima, de weg die Engelse pelgrims op weg naar Rome volgden.
Vanaf de zevende eeuw probeerde men met de aanleg van dijkjes de zee in toom te houden. Dit werd gevolgd door inpolderingen en de stichting van de steden Sint-Omaars, Broekburg, Sint-Winoksbergen, Veurne, Ieper, Oudenburg, Aardenburg en Brugge.
Karel de Grote trad op tegen plunderingen door de Vikingen door naar Romeins voorbeeld garnizoenen en vlooteenheden te plaatsen van de Rijnmonding tot Ponthieu. In Boulogne, waar hij in 810 schepen liet bouwen, liet hij de vuurtoren herstellen. In dat jaar nam hij volgens de Annales Regni Francorum een vlootschouw af in Gent. Uit capitularia blijkt dat zijn zoon Lodewijk deze defensieve politiek voortzette. Lodewijk sloot ook bondgenootschappen, onder andere met de Deense koning Harald Klak om de dreiging van de Noormannen af te wentelen. Hoewel er bijzonder weinig bekend is over het type schepen dat in de vloten van de Karolingen werd gebruikt, wordt door Archibald Lewis niet uitgesloten dat Byzantijnse dromons hier deel van uitmaakten. Waarschijnlijk is echter dat er voornamelijk gebruik werd gemaakt van lokale schepen. Karel de Kale zette de vlootpolitiek voort, waarmee de dreiging van de Noormannen een halve eeuw lang in toom kon worden gehouden. Waarschijnlijk heeft het zeemanschap en de hoogstaande scheepsbouw van de Noormannen invloed gehad op dat van de lokale bevolking, al is door het ontbreken van bronnen en archeologische vondsten onduidelijk in hoeverre.
De Nederlanden vielen na het Verdrag van Ribemont van 880 grotendeels onder de Duitse koning, die hier door het Ottoonse stelsel zijn macht kon uitoefenen via door de koning benoemde bisschoppen. Vlaanderen viel echter onder de Franse koning die slechts werkelijke macht uitoefende over zijn hertogdom aan de Seine. Door de beperkte macht van hun leenheer wisten Boudewijn I, graaf van Vlaanderen, en zijn opvolgers vanaf 869 een grote mate van zelfstandigheid te verwerven. De streek rond Brugge was het kerngebied van dit riviervorstendom. De graven bouwden hun machtsgebied uit tot het alle gebieden ten zuiden en westen van de Schelde omvatte, het latere Zeeuws-Vlaanderen inbegrepen.
De Vlamingen hielden zich zelfs bezig met de jacht op walvissen en waagden zich in de Middellandse Zee. Arnulf de Grote (918-965) ontleende aanzienlijke inkomsten aan de tolgelden die te Boulogne werden geheven op de handel met Engeland. De Flandrenses worden genoemd in een toltarief van Ethelred (978-1016). In 1009 stelde Boudewijn IV de heer van Gistel aan als zeeprefect om de kust tegen invallers te beschermen. Doordat Boudewijn IV zijn invloed over Boulogne en zijn tol verloor, verminderden zijn inkomsten belangrijk. Dit werd slechts ten dele gecompenseerd door de opkomst van Brugge. Door het ontstaan van het Zwin en het graven van het Oude Zwin aan het einde van de elfde eeuw werd Brugge veel beter bereikbaar.
Naast Vlaanderen ontwikkelde Brabant zich later tot wegvorstendom, dat met gebieden aan de Schelde en later de Honte een verbinding had met zee en zo een scheepvaart kon ontwikkelen met de rest van West-Europa.

#### Noordelijke Nederlanden
In de negende eeuw breidde het Frankische rijk zich naar het noorden uit.
De groei in de noordelijke Nederlanden ging langzaam. Holland en Zeeland hadden vrijwel geen deel van de handel tussen noord en zuid. Witla wordt genoemd als handelsplaats aan de Maas, maar werd in 836 platgebrand door de Vikingen. Door de vondst van een zilverschat in 1996 in een weiland bij het gehucht Westerklief op Wieringen is de aandacht gevestigd op het feit dat Wieringen in de negende eeuw korte tijd uitvalsbasis is geweest van Deense Vikingen. De zilverschat bestaat uit circa 1,7 kg zilveren munten, sieraden en zilverstaafjes en is tegenwoordig in het Rijksmuseum van Oudheden in Leiden te zien.
Gedurende de middeleeuwen kon in de Nederlanden steeds minder tarwe en rogge verbouwd worden als gevolg van het inklinken van de bodem. Hierdoor ging men in een aantal gebieden langzaam over op visserij. Buiten het seizoen werden de vissersscheepjes ook gebruikt om lading te vervoeren. In vergelijking met de omliggende gebieden woonden hier in de late middeleeuwen relatief veel mensen in steden. In het noorden was het veen inmiddels vrijwel geheel verdwenen. Het Flevomeer ontwikkelde zich na de Romeinse tijd door afslag van de oevers tot het Almere. Het Oer-IJ had zich toen al bijna geheel gesloten. Waarschijnlijk ontstond in de vroege middeleeuwen via het Vlie een verbinding tussen het Almere en de Waddenzee. In de negende en de tiende eeuw ontstond in Friesland door kustafslag tijdens stormen de Middelzee.

##### Friese handel
Was de langeafstandshandel en de geldeconomie in deze periode vrijwel verdwenen, dit gold niet voor de Friezen. Terwijl de Franken aanvankelijk zeer weinig belangstelling hadden voor de scheepvaart, waren de Friezen hier op aangewezen in hun land van terpen en water. Hier was slechts veeteelt en visserij mogelijk, zodat zij op de handel waren aangewezen voor hun overige behoeften, waarvoor zij muntgeld gebruikten. Munten van het Dronrijptype zijn aangetroffen in Westfalen, aan de Midden- en Boven-Rijn, in Engeland en op Sylt bij Jutland.
Na de ineenstorting van het Romeinse Rijk bleek Friesland door zijn centrale ligging tussen Scandinavië en de opkomende Germaanse koninkrijken van de Franken en de Angelsaksen opeens een leidende rol te kunnen spelen in het handelsverkeer rond de Noordzee. Deze positie werd vanaf ongeveer 550 nog versterkt door het verbreken van de handelsroutes over land tussen de Oostzee en de Middellandse Zee ten gevolge van de inval van Slavische volkeren in Oost-Europa. In hun waterrijke land, waar vrijwel al het verkeer over water ging, hadden de Friezen eeuwenlang ervaring met de scheepvaart opgedaan. Het Friese aandeel in de scheepvaart blijkt onder meer daaruit dat de Noordzee in de "Historia Britonum" mare Frenessicum of mare Fresicum genoemd wordt: Friese Zee.
In 521 deed de Deense koning Chlochilaicus een inval in Austrasië, misschien in het gebied van de Chattuarii. Hij werd echter verslagen door Theudebert I, de zoon van koning Theuderik I van Austrasië. In 565 werd opnieuw een Deense vloot verslagen. De meeste contacten verliepen echter vreedzaam.

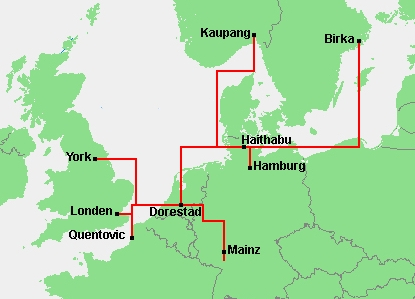
Dorestad en belangrijke handelsroutes.

In de vroege middeleeuwen was Dorestad een belangrijke doorvoerhaven voor de Friezen. De Friezen waren bovenal een volk van zeevaarders, die leefden van de handel, plundertochten en piraterij, een onderscheid dat toen minder duidelijk gemaakt werd. De achtste en negende eeuw waren de gouden eeuwen voor de Friese handel en Dorestad. Het had directe en indirecte handelscontacten met Haithabu (bij het latere Sleeswijk), Skiringssal aan het Oslofjord (later Kaupang), Birka in het Mälarmeer, Truso (tegenwoordige Elbląg), Grobin in Letland, Quentowic aan de Canche, York en Londen in Engeland en Witla aan de Maasmonding. Vanwege de onder andere de graanhandel vestigden Friezen zich in eigen wijken in Mainz, Keulen en Worms. Ook bezochten zij de jaarmarkten van Saint-Denis.
Een gewild product was het Friese laken, pallia fresconia, dat van grote kwaliteit moet zijn geweest. Karel de Grote vond het Friese laken, waarschijnlijk uit Vlaanderen, een geschikt geschenk voor kalief Haroen ar-Rashid. Tegen de zin van de Franken verhandelden de Friezen ook Frankische zwaarden met het noorden. Ook handelden ze in slaven, die vooral bestemd waren voor de slavenmarkten in Spanje en Caïro.
De Friese vloot werd omstreeks 785 door Karel de Grote vrijwel geheel vernietigd. Na de dood van zijn zoon en opvolger Lodewijk de Vrome viel het Frankische Rijk uiteen. Een onrustige periode volgde, waarin nauwelijks sprake was van een centraal gezag. Hier maakten de Vikingen gebruik van. Om aan hun aanvallen een eind te maken werden grote gebieden als leen aan de Vikingen geschonken, in de hoop dat zij aanvallen van andere Vikingen zouden afweren. Zo werd Godfried de Zeekoning beleend met Friesland. Deze gebruikte zijn machtspositie voor nog grootschaliger Vikingaanvallen. In 885 werd hij vermoord door Gerolf van Holland, die daarmee de Friezen bevrijdde van de Vikingen en de stamvader werd van het Hollandse huis.
De Friezen waren echter niet slechts slachtoffer, daarvoor was de grens tussen handel en roof in die dagen te vaag. In 839 klaagde koning Horik I zelfs bij Lodewijk over de schade die door Friese plunderaars werd aangericht in zijn gebieden. In 855 ging ene Ubbo, hertog van de Friezen, met een aantal Denen op rooftocht op Sheppey, wat hij in 868 herhaalde zonder de Denen in Northumberland.
Op 5 december 1930 werd het zogenaamde Utrechtse Schip, dat gedateerd wordt tussen 1000 en 1025, tijdens graafwerkzaamheden gevonden. Het was met dit type schip dat de Friezen tijdens de vroege middeleeuwen hun handelsrijk vestigden. De verste reis ooit door Friezen gemaakt was volgens Adam van Bremen in zijn "Gesta Hammaburgensis ecclesiae pontificum" een reis in de richting van de noordpool geweest, waarbij ze rechtsomkeert maakten toen ze op ijs en aanhoudende duisternis stuitten en verzwolgen dreigden te worden door een maalstroom.
Rond 850 raakte Dorestad in verval, mogelijk deels door de Vikingaanvallen, maar waarschijnlijk meer door verzanding. Dit betekende niet dat de Friese scheepvaart en handel verdween. Zo werd de vloot van Alfred de Grote grotendeels bemand door Friezen. De rol van Dorestad werd overgenomen door Utrecht, Tiel, Deventer en Stavoren. Wel werd scheepvaart meer een uitzondering en dit veranderde pas aan het einde van de middeleeuwen weer.

### Hoge middeleeuwen

#### Zuidelijke Nederlanden

##### Vlaanderen
In de hoge middeleeuwen waren Vlaanderen en het noorden van Italië de meest welvarende delen van Europa. Deze welvaart was vooral gebaseerd op de handel. De welvaart van de Hanzesteden was duidelijk minder dan die van de bloeiende steden in de zuidelijke Lage Landen en de Repubbliche Marinare. Schattingen zijn dat de waarde van de maritieme handel in de Middellandse Zee meer dan zesmaal zoveel waard was als die rond de Oostzee.

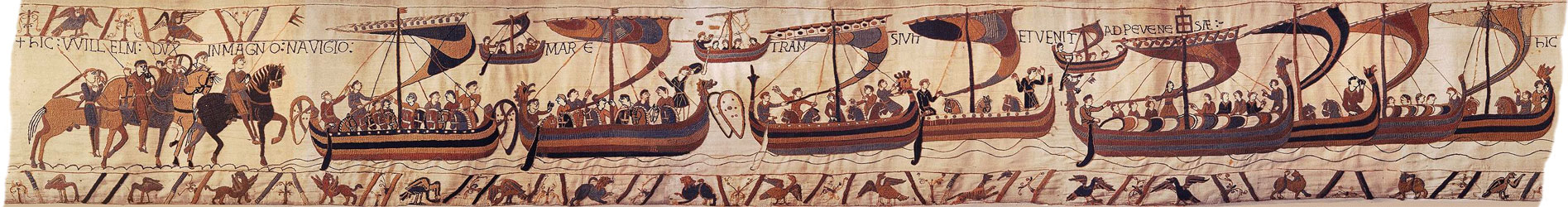
Op het 70 meter lange tapijt van Bayeux is het type schepen te zien dat de oversteek – waar ook Vlaamse schepen aan deelnamen – maakte. Dit lijkt een zwaardere versie te zijn van het Vikingschip.

Kort voor zijn dood steunde Boudewijn V (1035–1067) de expeditie naar Engeland van zijn schoonzoon Willem de Veroveraar, die gehuwd was met zijn dochter Mathilde van Vlaanderen. De Normandische verovering verstoorde echter onbedoeld het politiek evenwicht tussen het vrijwel even sterke Engeland, Frankrijk en Vlaanderen. De invasie had een sterk Anglo-Normandisch machtsblok tot gevolg, dat de Vlaamse macht bedreigde. Hierop zocht Arnulf III toenadering tot zijn leenheer, de Franse koning, om de status quo ante bellum te herstellen. Hierdoor kwam het tot een Engels-Vlaamse toenadering. Robrecht de Fries maakte echter ook aanspraak op het graafschap Vlaanderen, dat hij verkreeg na de Slag bij Kassel in 1071.
De betrekkingen met de Engelse koning Willem de Veroveraar waren verre van vriendschappelijk. Deze had indertijd zelfs een contingent Normandiërs gestuurd om Richilde van Henegouwen, de moeder van Arnolf, te steunen in haar strijd tegen Robrecht. Robrecht steunde de aanspraken van zijn schoonzoon Knoet IV van Denemarken op de verloren Engelse troon. Samen beraamden zij het plan om met een vloot van 1600 schepen Engeland aan te vallen. Het kwam echter nooit zover, omdat er een broedertwist uitbrak tussen de Deense prinsen Knoet IV en Olaf.
Uit het werk van Jocundus blijkt nog tijdens Robrecht de Fries een toenadering tussen Vlaanderen en Engeland. In 1101 werd door Robrecht II het Verdrag van Dover gesloten met Hendrik I van Engeland. Hierin werd bepaald dat Robrecht duizend ridders gereed zou houden in Witsant en Graveninges, terwijl Hendrik schepen gereed zou houden om deze troepen te transporteren, wat mogelijk duidt op een tekort aan Vlaamse scheepsruimte.

###### Bloei
| - Klinkboten (clincaboit) - Losboten (losboiat) - Koggen (cogga) - Haringbuizen (buza) - Schuiten (scuta) |

Onder Diederik van de Elzas en zijn opvolger Filips van de Elzas werd Vlaanderen steeds belangrijker. De politiek van Filips is door Hans Van Werveke economisch genoemd, wat voor de middeleeuwen uitzonderlijk was. De periode kenmerkt zich door de opkomst van de steden, wat samenhing met de groeiende handel. Dit was weer gunstig voor de graven door de heffingen die zij hierop konden toepassen. Vanaf de kruistochten krijgt de actieve handel wezenlijke inhoud.
In de tweede helft van de twaalfde eeuw kende het graafschap zijn glansperiode toen Filips van de Elzas via de erfenis van zijn vrouw Elisabeth het graafschap Vermandois bij zijn gebied kon voegen. Het gebied waarover hij heerste, strekte zich uit tot 25 kilometer van Parijs en was groter dan dat waarover zijn leenheer, de Franse koning, direct zeggenschap had. Tijdens hun bewind konden de steden zich verder ontwikkelen en werden de instellingen hervormd. Ook werden de havens Grevelingen, Nieuwpoort, Damme, Biervliet, Duinkerke en Mardijk gesticht, alsook Calais door Filips' broer Matheus. Behalve als kolonisatie, dienden deze havens ook om de gevolgen van de verzanding van de Aa, IJzer en Zwin, waardoor Sint-Omaars, Ieper en Brugge minder goed bereikbaar werden, te beperken. Biervliet diende ook als steunpunt tegen Holland. Men dreef handel met Engeland, de Baltische landen en Frankrijk en over land met het Rijnland en Italië. Vooral de wolhandel met Engeland was van groot belang voor de opkomende lakennijverheid. Daarnaast was er een belangrijke graanvaart op Engeland en via Holland op Hamburg. Sint-Omaars werd in de twaalfde eeuw de belangrijkste noordelijke doorvoerhaven voor Franse wijn. Deze eeuw was de doorbraak van de Vlaamse koopvaardij, met handel op Engeland, het Baltische gebied en Zuidwest-Frankrijk, naast de landwegen naar het Rijnland en Italië, later slechts tot de jaarmarkten van Champagne. Iepers laken werd vanaf 1130 aangevoerd in Novgorod.
In 1191 werd Artesië gescheiden van Vlaanderen, en later kwamen ook steden als Douai, Atrecht en Kamerijk voor enige tijd in handen van de Franse koning. Aangezien deze in oorlog was met de Engelsen, was dit zeer nadelig voor de Engelandhandel van deze steden. Dit pakte voor Brugge, dat de wijnhandel van Sint-Omaars overnam, gunstig uit. Vooral deze wijnhandel was een belangrijk onderdeel van de bloeiende scheepvaart in de eerste helft van de dertiende eeuw.
Met Brugge keerden Gent en Ieper zich in het begin van de dertiende eeuw tegen Frankrijk. De latere Grote Drie krijgen daardoor steun van Engeland. De betrekkingen waren echter moeizaam doordat Vlaanderen nog steeds vazal was van Vlaanderen. Soms werden Vlaamse schepen aangehouden in Engeland, maar er werden ook uitzonderingen gemaakt voor Vlaamse handelaren ten opzichte van de Fransen.

###### Neergang
De vijandelijke verhouding met Frankrijk deed de relatie met Engeland verbeteren, hoewel Engelsen en Vlamingen bij herhaling elkaars schepen kaapten. In de tweede helft begon echter een neergang van de Vlaamse scheepvaart. De opstand van Simon van Montfort tegen Hendrik III zorgde voor grote beperkingen van de Vlaamse scheepvaart, ook omdat Londen en de Cinque Ports zich aansloten bij Simon. Echter vooral in 1270 kreeg de Vlaamse actieve handel een zware klap toen Margaretha van Constantinopel op 1 september beslag liet leggen op alle bezittingen van Engelse kooplieden vanwege achterstallige betalingen van een beursloon dat al rond 1066 was aangegaan door de Engelse koningen. Hendrik III van Engeland reageerde voor 24 september door de Vlaamse handelaren in Engeland te arresteren en hun goederen en schepen in beslag te nemen, hoewel vele handelaren vlak daarvoor het land hadden verlaten. De gevolgen waren desondanks ernstig, doordat het embargo voor de Vlaamse kooplieden duurde tot 1274, met moeilijkheden tot 1278.
De Engelsen begonnen een stapelpolitiek waarbij Dordrecht in 1294 als eerste als wolstapel werd aangewezen. In de eerste helft van de veertiende eeuw maakten de Engelse koningen gebruik van dit machtsmiddel door de stapel afwisselend in het Vlaamse Brugge en het Brabantse Antwerpen te vestigen. Desondanks namen volgens Homme Jakob Smit Holland en Zeeland hierbij gaandeweg de taak over van de Vlamingen door de twisten tussen Vlaanderen en Engeland.
De vaart op Frankrijk was behalve vanwege de wijn, ook van belang vanwege de graanvaart. Dit gaf nogal eens strubbelingen, zoals in 1290 toen het bij Pointe Saint-Mathieu bij Brest tot hevige gevechten kwam tussen Engelsen en Vlamingen. In 1293 kwam het hier zelfs tot een zeeslag tussen Engelsen, Hollanders en Gascogners tegen Vlamingen, Fransen en Normandiërs.

##### Brabant
Hoewel Brabant niet aan zee grensde, is de Brabantse zeevaart zeker van belang geweest tot Antwerpen en Mechelen in 1358 onder Vlaanderen kwamen. De vaart op Engeland maakte het grootste deel uit van de scheepvaart van vooral Antwerpen, maar ook Steenbergen, Mechelen, Bergen op Zoom en Leuven. De band tussen Brabant en Engeland blijkt onder andere uit het huwelijk in 1121 van Hendrik I van Engeland met Adelheid van Leuven, dochter van Godfried met de baard. Deze relatie werd niet gehinderd door een leenheer – zoals bij Vlaanderen – aangezien Brabant zich praktisch gezien vrijwel had losgemaakt van het Duitse Rijk.
In 1224 verkregen de Brabanders een collectief privilege om handel te drijven in Engeland, hoewel al voor die tijd particulieren vrijgeleides hadden verkregen. In 1296 werd de wolstapel toegekend aan Antwerpen, waar de Merchant Adventurers privileges kregen om zich te vestigen. Aangezien deze handelaren geen eigen schepen hadden, is dit een stimulans geweest voor de Brabantse scheepvaart. Ook voor Engeland was dit een uitkomst, aangezien zij elders in Europa zich niet blijvend konden vestigen. Een ander voordeel was het ontbreken van een grote staat in de Nederlanden. Waar deze hen had kunnen dwingen tot restricties, maakten zij nu gebruik van het heersende particularisme en legden zich nooit geheel vast aan een enkele stad.
In 1340 werd de wolstapel verplaatst naar Brugge naar aanleiding van de toenadering tussen Engeland en Vlaanderen onder Jacob van Artevelde. De toename van de Hanzescheepvaart, de ontwikkeling van een eigen Engelse lakennijverheid en stagnerende Brabantse lakenproductie zorgden voor een neergang van de Brabantse scheepvaart, die in 1358 voorlopig tot een einde kwam toen Antwerpen en Mechelen onder Vlaanderen kwamen.

#### Noordelijke Nederlanden
De voornaamste handelsteden in de Noordelijke Nederlanden waren aanvankelijk de IJsselsteden en Tiel dat in de elfde eeuw de belangrijkste handelsplaats was. Zwentibold verleende Tiel, Utrecht en Deventer in 896 speciale handelsprivileges. Tiel was lange tijd de voornaamste stad voor de handel op Engeland. In Londen genoten kooplieden uit de stad, als homines imperatoris (mannen van de keizer), speciale bescherming. Op verzoek van de stad trok keizer Hendrik II op tegen Dirk III die hen grote schade toebracht met zijn tol. De troepen van de keizer werden echter verslagen tijdens de Slag bij Vlaardingen. In de twaalfde eeuw kreeg Tiel te maken met de concurrentie van Keulen. Nog in 1226 waren dit de belangrijkste steden op de Engelandvaart. Met hoge tolheffingen werd geprobeerd nieuwkomers zoals Lübeck te verdrijven, maar uiteindelijk verloor Tiel zijn positie, mede doordat de zeeschepen groter werden, waardoor plaatsen als Dordrecht gunstiger gelegen waren.
Vanuit Utrecht vond er vooral handel plaats op het noorden. In de tiende eeuw was er al een Deense handelskolonie in Utrecht. In het gedicht Merigarto werd verhaald over Reginbert, die vanuit Utrecht naar IJsland zou zijn gevaren en een grote hoeveelheid goud gewonnen had.
Over de kogge werd vanaf 1200 gesproken. Dit type was een stuk grotere dan de kleine Friese schepen en werd waarschijnlijk ontwikkeld door de Oostzeesteden. In ieder geval lieten de Nederlanders nog in de veertiende en vijftiende eeuw hun grotere schepen bij voorkeur in die steden bouwen.
Ondanks alle politieke onrust wist de Friese handel zich te handhaven. Stavoren was lange tijd de belangrijkste Friese stad en kon redelijk onafhankelijk blijven van de Hanze, waar het pas in 1385 lid van werd. In de elfde en de twaalfde eeuw verplaatste het centrum van de handel zich naar Noord-Duitsland en de Oostzee. De aanvallen van de graven van Holland en de onenigheid tussen de Schieringers en Vetkopers droegen in belangrijke mate bij aan de neergang van de Friese handel.
In Holland ontbrak het aanvankelijk aan de ervaring, organisatie en financiële middelen om te kunnen wedijveren met de Hanze. Zo arriveerden de eerste geldwisselaars uit Lombardije (Lommerds) pas in 1260, waar zij naar aanleiding van het concilie van Lyon werden verbannen om pas in 1283 terug te keren. De Hanze had ondertussen een handelsnetwerk opgebouwd van Vlaanderen tot Rusland met een goed functionerend kredietsysteem, hoewel ook Dordrecht al gebruik maakte van krediet in de handel met de Baltische staten vanaf in ieder geval 1284.
Stadsrechten, die vooral door Willem I van Holland werden verleend, bleken gunstig voor handelaren. In de dertiende eeuw werd Utrecht voor korte tijd het handelscentrum voor de Noordelijke Nederlanden. Hier werd vis en zout verhandeld voor wijn en andere producten. Ook hadden zij al rond 1250 een visserijkolonie (vitte, een handelsconcessie waarbij men een afgebakend stuk grond kreeg toegewezen) op Schonen. De sterke positie was gebaseerd op de kanalen die de Lek en de Vecht verbonden met Zeeland, maar door verzilting van deze kanalen verloor Utrecht deze positie. Na de enorme Sint-Luciavloed in 1287, waarbij waarschijnlijk meer dan 50.000 mensen omkwamen en West-Friesland definitief werd gescheiden van het huidige Friesland, waren er veel kleine plaatsen die plotseling toegang tot zee hadden, zoals Amsterdam. Rond 1300 verplaatste de overzeese handel zich naar Holland en de IJsselsteden. Kampen werd uiteindelijk de dominante handelsplaats.

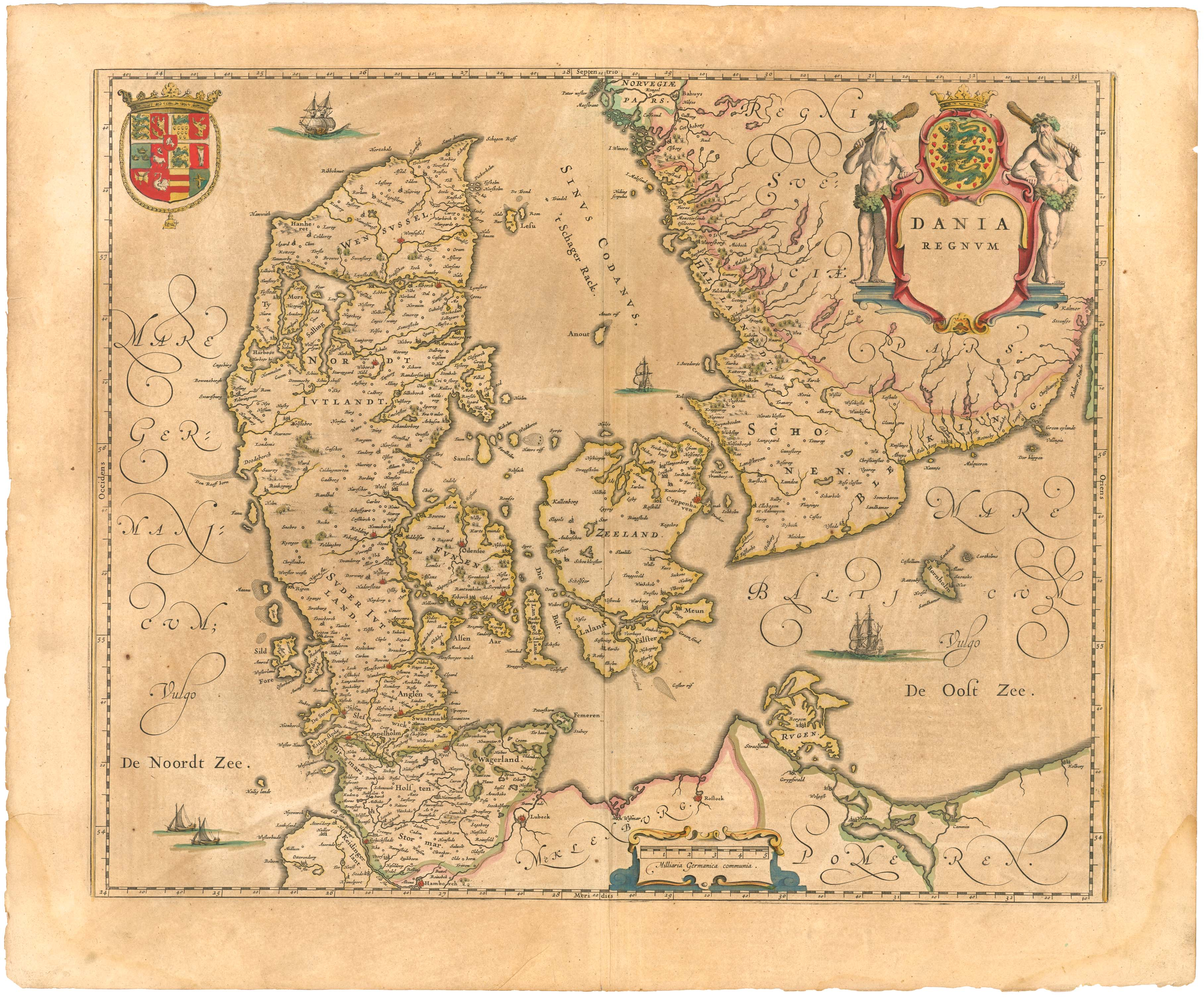
Dania Regnum (Koninkrijk Denemarken), 1645, Willem en Joan Blaeu.

Met de komst van de kogge werd het mogelijk langs de beruchte lagerwalkust van de Jammerbocht via het Skagerak en de Sont rechtstreeks de Oostzee in te varen. In 1251 kregen de Ommelandvaarders uit Kampen van koning Abel van Denemarken speciale privileges. Het belangrijkste doel van de Ommelandvaarders was Schonen, het zuidelijkste puntje van Zweden. Kampen had van de Nederlandse steden verreweg het grootste aandeel in de handel op Schonen, bijna te vergelijken met Hamburg, Lübeck en Stralsund. Hoewel de stad zelf ook handel dreef, bestond de scheepvaart vooral uit het vervoer voor andere handelaren. Het sloot zich dan ook pas laat, in 1441, aan bij de Hanze, wat aanvankelijk een handelarenverbond was. Hierdoor kon het zich onttrekken aan het verbod op de handel met Noorwegen in 1305 en de boycot van Vlaanderen van 1358–1360.
Naast Kampen verkregen later ook andere Nederlandse steden privileges om visserijkolonies te vestigen op Schonen. Dit was door heffingen op elke last een inkomstenbron voor de Deense koning. Hierdoor ontstond de Schonenmarkt. De ommelandvaart was vooral het domein van de IJssel- en Zuiderzeesteden, maar ook de Vlamingen namen deel aan de ommelandvaart, al lijkt dit rond 1300 tot een einde gekomen te zijn door een overwicht van de Hanze en de Hollanders.

#### Kruistochten
De Kruistochten zorgden voor een opleving van de scheepvaart en de handel. Volgens Albertus Aquensis werden de kruisvaarders van de Eerste Kruistocht tijdens het Beleg van Tarsos bijgestaan door piraten uit Vlaanderen, Friesland, Antwerpen en Tiel. Deze vloot zou toen al acht jaar in de Middellandse Zee hebben geopereerd onder Winnimer van Boulogne. Een grote rol in deze kruistocht speelde Robrecht II van Jeruzalem. Nadat de heilige plaatsen bevrijd waren, nam het aantal pelgrimstochten toe. In 1107 zouden 600 buza's enkele duizenden pelgrims naar Jeruzalem hebben gebracht.
De Tweede Kruistocht leidde in 1147 tot het beleg van Lissabon door Vlaamse, Friese, Normandische, Engelse, Schotse en enkele Duitse kruisvaarders. Op 24 oktober werd Lissabon ingenomen, geplunderd en vervolgens overgedragen aan koning Alfons I. Dit was feitelijk het enige succes van deze kruistocht.
De Derde Kruistocht vond plaats tussen 1189 en 1192. In april 1190 verzamelde Richard Leeuwenhart een vloot van 600 schepen, die afkomstig waren uit Vlaanderen, Engeland, Normandië, Bretagne, Anjou, Poitou en Aquitanië in Dartmouth in Devonshire. De graven van Holland, Gelre en Kleef gingen gezamenlijk op kruistocht. Floris III van Holland, die in 1190 omkwam in de strijd, werd vergezeld door zijn zoon, de latere Willem I van Holland.

##### Vijfde Kruistocht

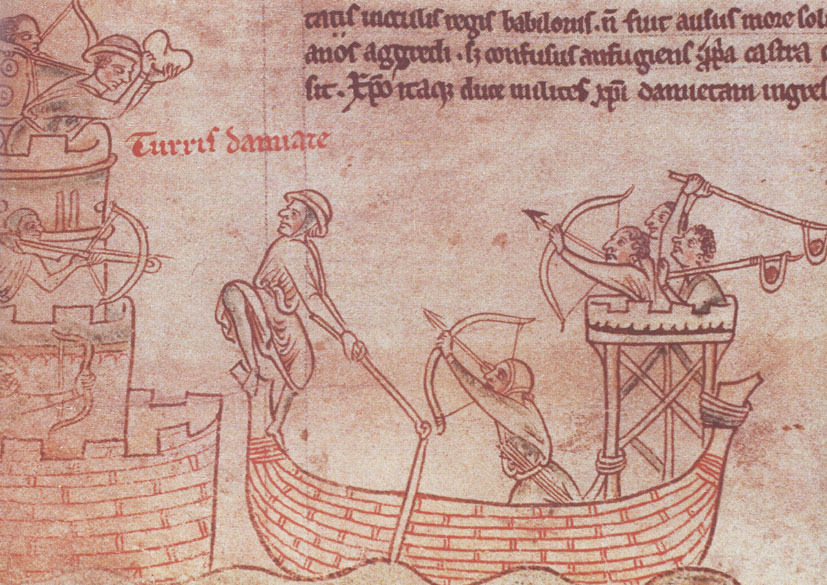
Friezen vallen de toren van Damiate aan. Op de boeg staat een Fries met een dorsvlegel te zwaaien, de bekende "Hayo met de vlegel".

Omdat hij geëxcommuniceerd was nam Willem I in 1217 ook deel aan de Vijfde Kruistocht.
Als een van de leiders van een leger van Friezen, Hollanders en Vlamingen zeilde Willem langs de Europese kust op weg naar het Heilige Land. Onderweg sloten ook Engelse schepen zich bij hen aan. Vertegenwoordigers van de Portugese koning Alfons II wisten de kruisridders over te halen hem te helpen in de strijd tegen de Moren. Willem I gaf gehoor aan het verzoek en voer op 30 juli 1217 met de vloot naar Lissabon. De stad was tijdens de Tweede Kruistocht veroverd, maar de Moren waren nooit helemaal verdreven uit Portugal. Op 21 oktober 1217 gaven de Moren van de vestingstad al-Kasr zich over. Vervolgens werden zij door de kruisvaarders afgeslacht. Een deel van de vloot ging daarna op weg naar Akko. Willem zelf overwinterde in Portugal en zou later volgen.
In de lente van 1218 kwam Willem met de Friezen, Hollanders en Engelsen aan in Akko, waar ook andere kruisridders zich hadden verzameld. Besloten werd om de Noord-Egyptische stad Damiate te veroveren. Op 27 mei 1218 kwamen de kruisridders aan bij Damiate. Damiate werd beschermd door drie muren met vele torens en de Nijl. Friezen hielpen in 2018 mee de kettingtoren van de stad te nemen. De Egyptische sultan al-Kamil moest in 1219 wegens een couppoging zijn ontzettingsleger van de stad terugtrekken. Hij stelde daarop voor dat de kruisvaarders het beleg van Damiate opgaven in ruil voor Jeruzalem. De pauselijke afgezant Pelagius weigerde dit genereuze aanbod. Willem I besloot daarop naar huis terug te keren. Op 5 november 1219 viel de stad zelf in handen van de kruisvaarders maar moest in 1221 weer worden opgegeven.
Door deze kruistochten ontstonden er ook meer contacten en daardoor meer handel tussen West-Europa en de Levant. Daarvandaan werden zijde, katoen, rijst, zuidvruchten, damast en mousseline ingevoerd.

### Late middeleeuwen
In de latere middeleeuwen groeide het vaargebied van schippers uit de Nederlanden aanzienlijk; het reikte van de Britse Eilanden, Noord-Duitsland en Frankrijk tot de Oostzee, Noorwegen en het Iberisch Schiereiland. Dit was een periode van economische expansie, waarbij eerst de handelsroutes van de Hanze grotendeels werden overgenomen en later ook die van Portugal. De expansie van het handelsnetwerk was een factor van betekenis; het droeg in belangrijke mate bij aan de algehele economische bloei tijdens de Gouden Eeuw.

De kogge was het belangrijkste zeeschip in deze tijd. In de vijftiende eeuw werd het langzamerhand vervangen door de hulk.
In deze periode werd het mogelijk om de schepen groter te bouwen, door niet meer overnaads, maar volgens de karveelbouw te werken, een bouwwijze die tot dan in veel mindere mate werd gebruikt dan in het Middellandse Zeegebied. Doordat de schepen groter werden, kostte het zeeschepen steeds meer moeite om de meer inlands gelegen havens te bereiken; ook binnenduins naar Vlaanderen varen werd vrijwel onmogelijk. Hiervoor werden kleinere schepen gebruikt, waarmee de binnenvaart ontstond.
De komst van de grote en dure kogge bewerkstelligde ook de komst van een nieuwe vorm van financiering: de partenrederij. Men kon men eigenaar worden van een deel van een schip, parten van 1⁄8, 1⁄16, 1⁄32 of 1⁄64, tot een 1⁄80 toe. Door deze vorm van risicodeling werd het niet alleen mogelijk voor minder vermogenden om schepen te financieren, maar werd ook het risico gespreid, niet onbelangrijk in een tijd waarin nog geen zeeverzekering bestond.
Koopman en schipper werden nu langzamerhand twee verschillende beroepen. De schipper was niet altijd meer de koopman. Waar deze voorheen altijd mee was gevaren, zag men nu de opkomst van de koopman die alle zaken vanuit zijn kantoor regelde. Waar het varen voor de Friezen voorheen nog een nevenbedrijf was geweest, werd dit nu een volwaardig beroep, compleet met schippersgildes.
Hoewel in deze periode de totale bevolking afnam ten gevolge van de Zwarte Dood, nam de verstedelijking wel toe, vooral in het noorden van Italië en in iets mindere mate in de zuidelijke Nederlanden. Van groot belang waren de ontdekkingsreizen van de Portugezen en Spanjaarden aan het einde van deze periode.

#### Handelsroutes
Engelse handelaren importeerden vooral goederen voor de eigen markt, terwijl de Hanze zich concentreerde op de stapelplaatsen. De Nederlanders baseerden hun handel op de deurgaende vaerten, waarbij de westvaart op Engeland, Frankrijk, Portugal en Spanje werd gecombineerd met de Oost- of Sontvaart.
Vanuit Amsterdam werd hout en graan gebracht naar de Golf van Biskaje of Setubal, waarna zout of wijn werd geladen voor Danzig, Koningsbergen of Riga. Daar werd weer hout of graan geladen, dat naar Amsterdam of direct naar Frankrijk, Spanje of Portugal werd gebracht, vaak om de Britse Eilanden heen. Ook werd veel hout uit het zuiden van Noorwegen gehaald. Vanuit Engeland werd vooral wol ingevoerd voor de textielnijverheid.
Het voordeel van de Nederlandse schippers was de effectiviteit van hun schepen, waardoor ze tot een derde goedkoper konden varen. Waarschijnlijk werden zij geholpen door het feit dat men bleef doorvaren totdat de schepen bijna wrakken waren, en door het relatief moderne handels- en kredietsysteem. Daarbij was de handel op de Oostzee voor de Hollanders van groter belang dan voor bijvoorbeeld Antwerpen, dat zich minder bezighield met bulkvervoer. Antwerpen werd aan het eind van deze periode het economisch centrum van Europa. Hiervan profiteerde ook Walcheren, vooral Middelburg.

#### Zuidelijke Nederlanden

##### Vlaanderen

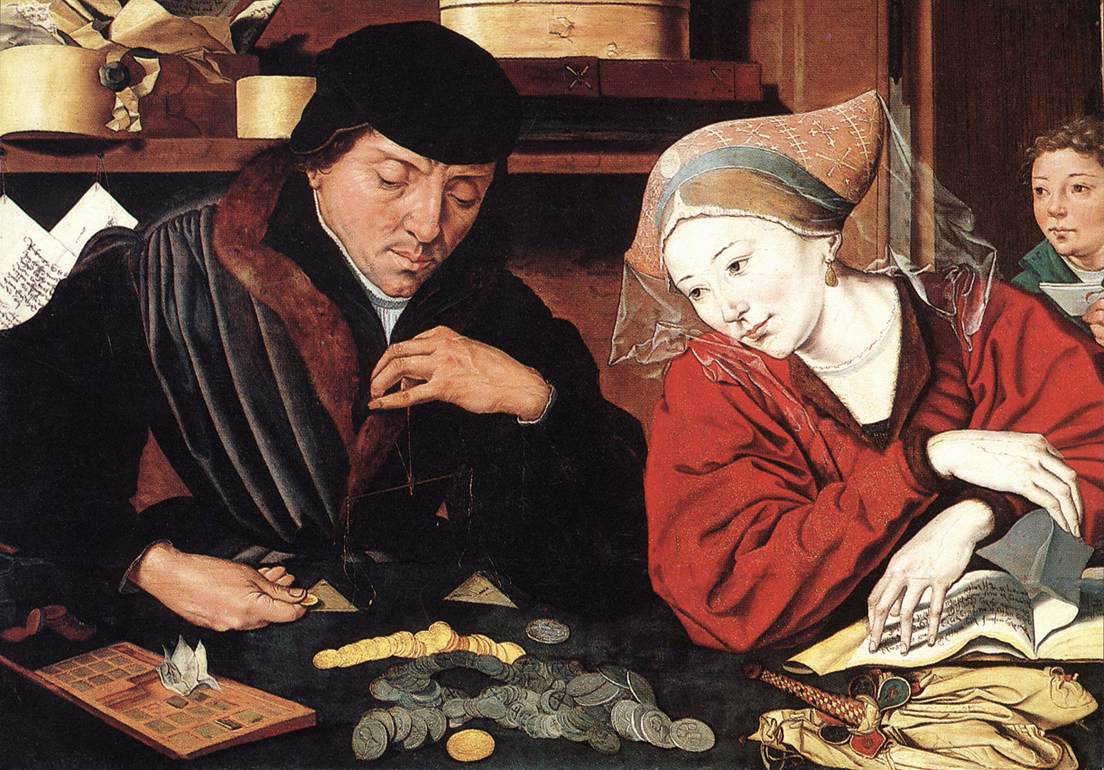
De geldwisselaar en zijn vrouw, Marinus van Reymerswale.

De Hanze was langzamerhand van een los netwerk van handelaren uitgegroeid tot een strakke organisatie, die de handel in Noord-Europa beheerste. De geavanceerde handelsmethoden van de Italianen werden overgenomen door de Hanze. Deze nam ook het Friese handelssysteem over. De stapelplaats Brugge was de plek waar de handelaren uit noord en zuid elkaar ontmoetten, omdat handelaren uit Zuid-Europa niet mochten doorvaren naar de Oostzee. Zo werd Brugge in de late middeleeuwen de belangrijkste haven en het handelscentrum van Noord-Europa. Vanuit Italië werd in Vlaanderen het banksysteem ingevoerd. De Lombarden waren bekende geldwisselaars in Brugge. De Bruggelingen werden steeds meer uit de actieve handel gedrongen door de diverse handelsgemeenschappen en richtten zich op ondersteunende taken. Bij elke transactie was verplicht een lokale makelaar betrokken, meestal een herbergier.
Overigens had Vlaanderen mettertijd weinig eigen scheepvaart meer. De meeste schepen in Brugge en zijn voorhavens Damme en Sluis voeren onder vreemde vlag. Sluis is vermoedelijk omstreeks 1280 gesticht door de Vlaamse graaf Jan I van Namen en had van oorsprong de naam Lamminsvliet. Brugge werd slecht bereikbaar als gevolg van verzanding van het Zwin en doordat de lichte Scandinavische schepen vervangen werden door de zwaardere Hanzekoggen.
Halverwege de 14e eeuw begon een periode van economische neergang. Engeland ontwikkelde een eigen lakennijverheid, zodat men in Vlaanderen gebruik moest maken van de kwalitatief mindere eigen wol en die uit Schotland en Duitsland. De Vlaamse lakenindustrie had daarnaast ook te maken met concurrentie uit Brabant, Normandië en Champagne.
Na de Slag bij Zierikzee op 10 en 11 augustus 1304, waarbij een Vlaamse vloot onder leiding van Gwijde van Namen werd verslagen door een Hollands-Franse vloot onder leiding van Reinier Grimaldi, gaf de graaf van Vlaanderen zijn aanspraken op Zeeland op ten gunste van de graaf van Holland.
Hoewel de strijd tegen Frankrijk leidde tot een toenadering met Engeland, werden regelmatig Vlaamse schepen gekaapt door Engelsen. Desondanks was in de eerste helft van de veertiende eeuw soms een derde tot de helft van de in Engelse havens aanwezige schepen afkomstig uit Vlaanderen. In de tweede helft van die eeuw ging dit aandeel deels verloren aan schippers uit de noordelijke Nederlanden. De Vlamingen werden op hun Engelandvaart lastiggevallen door Franse kapers en andersom ook op hun vaart op Frankrijk, zoals tijdens de Vlaams-Franse Oorlog van 1315 tot 1316.
De Honderdjarige Oorlog – met de Slag bij Sluis waarbij de Franse vloot tot zinken werd gebracht door Eduard III van Engeland als eerste grote slag in deze oorlog – drukte zijn stempel op de vaart op Frankrijk. Het huwelijk van Margaretha van Male met de Bourgondiër Filips de Stoute, de jongste zoon van Jan II van Frankrijk zette de Vlaams-Engelse relatie voor lange tijd onder druk. Vanwege de toegenomen onveiligheid werd door Lodewijk van Male bepaald dat schepen nog slechts in admiraalschap mochten varen. Dat kon niet vermijden dat onder andere een konvooi onder leiding van Jan Pieterszn dat geladen was met wijn en zout in 1371 door de Engelsen werd overvallen in de Baai van Bourgneuf, waarbij volgens Froissart vijfentwintig schepen werden vernietigd en vierduizend man omkwamen, hoewel dit waarschijnlijk overdreven getallen zijn. In 1377 wist de door Lodewijk van Male aangestelde Mathys Claissone de westvloot wel veilig thuis te krijgen, maar in 1387 werd een deel van de vloot door de Engelsen vernietigd, terwijl admiraal Jan Buuc gevangen werd genomen en overleed in oktober 1389 in de Tower of London. In 1396 kwam het tot een wapenstilstand, terwijl in 1407 een handelsverdrag werd afgesloten, wat echter geen einde maakte aan de wederzijdse kapingen. De Westvlote van Vlaendren moest steeds meer rekening houden met Hollanders, Zeeuwen, Hanze-kooplieden, Spanjaarden en Bretons.
Na de Vrede van Doornik van 1385 werden betrekkingen met Engeland verboden, hoewel ze niet geheel verbroken werden. Filips de Stoute – die in 1384 zijn schoonvader Lodewijk van Male was opgevolgd als graaf van Vlaanderen – stond toe dat zijn broer Karel V van Frankrijk gebruik maakte van Vlaamse havens voor een Franse invasievloot.
Aan het einde van de 15e eeuw vervingen de Hanzeaten en de Hollanders de Vlaamse actieve handel. In de Engelandvaart was Duinkerke de belangrijkste Vlaamse haven. In dienst van de Casa de Contratación maakten Vlaamse en Hollandse schippers al vroeg reizen naar de Nieuwe Wereld.
Het Waterrecht van Damme, gebaseerd op de Rôles d'Oléron, regelde de maritieme wetgeving in de Lage Landen. In 1253 verleende Margaretha II van Vlaanderen de Hanze speciale privileges, wat leidde tot de vestiging van een hanzekantoor in Brugge.

##### Brabant
Waar Vlaanderen in de 14e eeuw veel politieke en sociale strijd had te verduren, verliepen de zaken in Brabant veel rustiger. Terwijl Brabant eerder altijd achterliep op Vlaanderen, begon dit verschil in de 15e eeuw kleiner te worden tot de situatie rond 1500 omgedraaid was. Het Brabantse laken begon te concurreren met het Vlaamse laken. Door verandering van de loop van de Schelde werd Antwerpen makkelijker te bereiken en het streefde het met verzandingen kampende Brugge voorbij als het economische centrum van Europa. In 1500 had de stad ongeveer 40.000 inwoners, omstreeks 1560 werd het aantal van 100.000 bereikt. Antwerpen werd het economisch centrum van de wereld. De grootste invoer was van Engelse lakens, Duitse metaalproducten en Portugese specerijen.
Naast de Engelandvaart werd de vaart op Iberië van groter belang. Antwerpen sloot zich hierbij aan bij konvooien van Hanzeaten en Hollanders. In het verlengde hiervan namen Antwerpse schepen vanaf de jaren veertig van de vijftiende eeuw deel aan de Straatvaart, de vaart door de Straat van Gibraltar op Italië. Hieraan kwam echter een snel einde na 1458, mogelijk door de neergang van de lakennijverheid van Florence en de verovering van Constantinopel in 1453. Toen Portugal nieuwe handelsroutes vond op de Atlantische Oceaan en met suikerproductie begon op Madeira nam Antwerpen de rol van Venetië over als suikerhandelsplaats. Hierop vestigden Italianen en Duitsers zich in de stad, waaronder de Keulse familie Groenenborch, Monteverde in het Spaans. Vanuit Antwerpen verkregen zij grote invloed op de Canarische Eilanden, waar zich veel Vlamingen vestigden (Vlaamse Canarische Natie).
Ook nam Antwerpen deel aan de oostvaart, al was het aandeel daarin minder groot dan de westvaart. Hier ondervond men veel last van Holland en Bremen, maar in de Oostzee ook van elkaar betwistende Denen, Zweden en Hanzeaten. Belangrijk was hier de vaart op Narva, maar ook Noorwegen. Antwerpse kooplieden kwamen met de Hollanders zelfs tot in de Noordelijke IJszee.

#### Noordelijke Nederlanden

##### IJssel- en Zuiderzeesteden
In de Noordelijke Nederlanden waren er slechts enkele Hanzesteden, dit waren steden van minder belang. Ondanks de Hoekse en Kabeljauwse twisten was er ook hier een zekere welvaart in die periode. Steden als Groningen, Harderwijk, Deventer en Zwolle hadden zich aangesloten bij de Hanze. Kampen, dat net als Stavoren in een comfortabele positie zat, deed dat pas in 1441 toen het belang van de stad al afnam. Deze groeiende welvaart zorgde voor een grotere vraag naar graan en groeiende haringvisserij waarvoor veel zout uit de gebieden rond de Oostzee nodig was. De Hanze had op beide producten een monopolie. Ook waren de meeste bossen in de Noordelijke Nederlanden al in de elfde eeuw geveld, zodat hout – nodig voor de bouw van huizen en schepen, maar ook als brandstof – eerst uit Duitsland en Frankrijk werd gehaald en later uit Noorwegen en het Oostzeegebied.
De handelsroute naar de Oostzee liep aanvankelijk gedeeltelijk over land, via Sleeswijk. De schepen voeren tot Hamburg aan de westzijde en Lübeck aan de oostzijde, waarna de goederen via een landweg tussen beide steden werd vervoerd. Hollandse schippers konden communiceren met de handelaren in de Oostzee, doordat de taalvariëteiten die in dit uitgestrekte kustgebied gesproken werden, alle bijdroegen tot de gemeenschappelijke Hanzetaal, die in hoofdzaak Nederduits was in allerlei schakeringen, maar voldoende herkenbaar voor het handelsverkeer in alle Hanzesteden.

##### Holland en Zeeland
Voor de Hanze was het kustgebied slechts interessant om naar Vlaanderen en Engeland te komen zonder over open zee te hoeven varen. Hiertoe verleende Willem II van Holland hun in 1243 vrije doorgang door zijn landen. Floris V van Holland gaf de Hanze de eerste privileges in Dordrecht in 1277. De ondergeschikte positie van Holland bleek uit het Verdrag van Brugge uit 1167, waarin onder andere bepaald werd dat bij geschillen de Hollander de Vlaming naar zijn woonplaats moest volgen en daar de zaak aanbrengen bij de plaatselijke rechters.
Voor de dertiende eeuw hadden Zeeland en Holland geen rol van betekenis gehad in de overzeese scheepvaart. In die eeuw zorgde de spanningen tussen Vlaanderen en Engeland voor de vraag naar andere scheepsruimte. Zeeuwse vissers, die al onder de Engelse kust visten, voorzagen in deze behoefte. Naast kleinere plaatsen, ziet men ook scheepvaart vanuit Middelburg, Zierikzee, Dordrecht en Brielle. Pas rond 1330 kwamen de noordelijker glegen plaatsen langzaam in beeld.
Floris V van Holland verleende al in 1275 tolvrijheid aan de poorters van Amsterdam binnen zijn landsheerlijkheid. In de overzeese scheepvaart komt men Amsterdam echter pas tegen in de veertiende eeuw. In 1323 werd de tol op bier toegekend aan Enkhuizen en Amsterdam. De eerste decennia werden er weinig andere waren verhandeld, maar vanaf 1364 is bekend dat er ook andere goederen werden verhandeld. Vanaf 1360 vindt men Amsterdam ook terug in de Engelse archieven. In 1368 verleende Albrecht van Mecklenburg Amsterdam het privilege voor de handel op Denemarken en Schonen, waar ook een vitte gevestigd mocht worden met dezelfde rechten als Kampen. Belangrijker echter werd de graanvaart op Pruisen, waar men gebruik maakte van kliphavens, havens waar de Hanze geen toestemming voor had gegeven om direct mee te handelen.

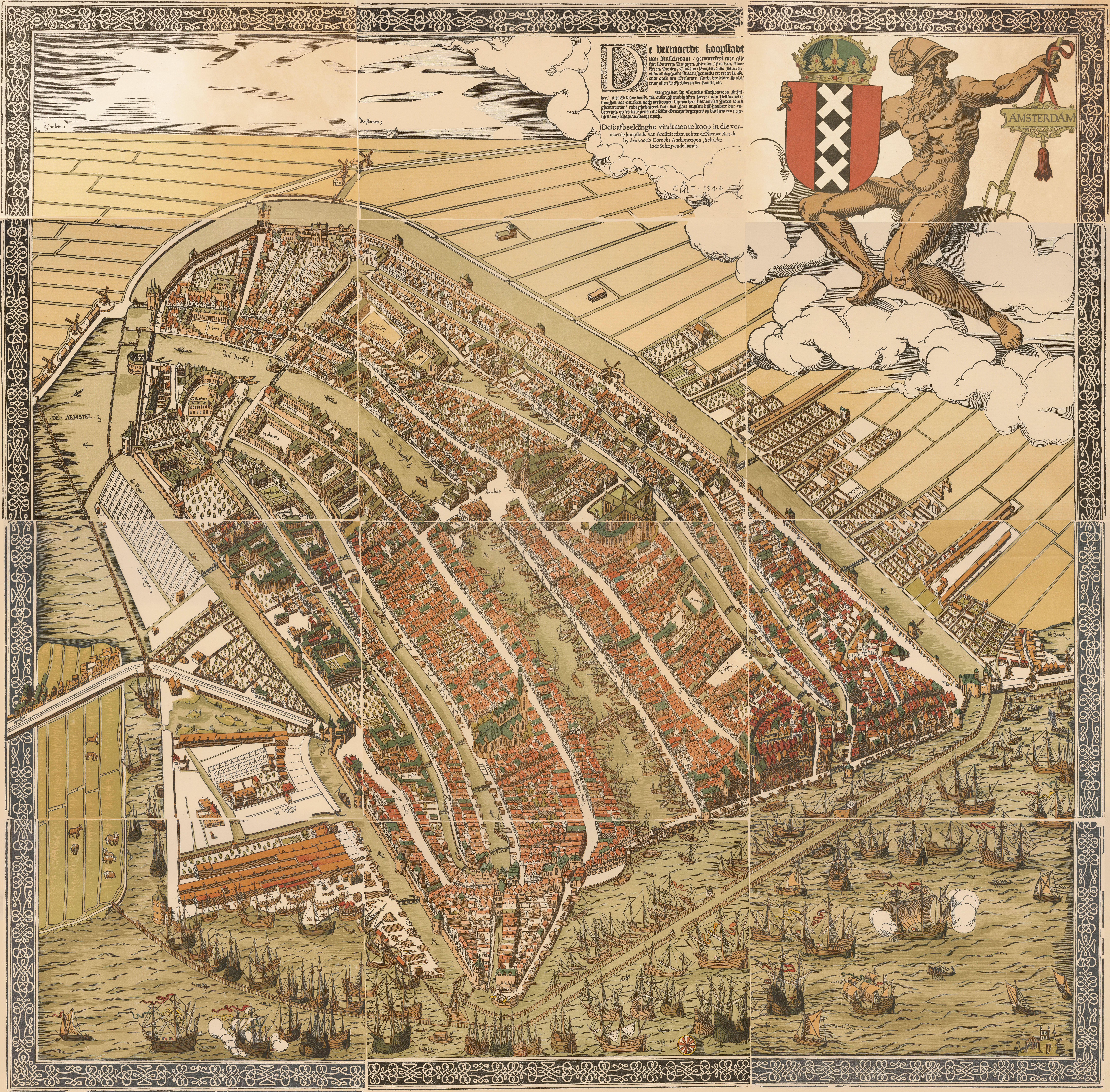
De Amsterdamse haven in het IJ op de voorgrond in 1544, houtsnede van Cornelis Anthonisz.

Aanvankelijk was Amsterdam lid van de Hanze, maar door de toenemende activiteiten raakte de stad in conflict met de Wendische steden. Daarom stuurde de stad in 1396 voor de laatste keer een afgevaardigde naar een Hanzebijeenkomst. In plaats daarvan sloot Amsterdam zelf overeenkomsten met de handelsgebieden. Zo werd in 1414 een privilege verleend om te handelen in Saksen-Lauenburg tussen de Elbe en de Oostezee.
Een belangrijk verschil met de oudere steden, was dat er geen sterke ontwikkelde gilden waren, waardoor het eenvoudiger was om nieuwe productiemethodes te ontwikkelen. Een nieuw fenomeen was dat een schip niet in handen van één tot vier eigenaren was, maar wel 64, waardoor voor het eerst ook investeerders die niets met de scheepvaart te maken hadden, scheepsaandeelhouder konden worden.
Aanvankelijk kon Amsterdam de handel en productie niet domineren. Hierdoor konden andere steden zich ook ontwikkelen, zoals Leiden, dat het centrum van de lakennijverheid werd, en Haarlem dat de meeste bierbrouwerijen had en in de veertiende eeuw nog meer inwoners, kooplieden en schepen bezat. Kleinere steden verspreid over het noorden van de Nederlanden hadden een vissers- en handelsvloot. Hierdoor kon de gehele economie van de Nederlanden groeien.
In 1477 gaf Amsterdam een ordonnantie uit, die bepaalde dat schepen uit Amsterdam ook daar moesten laden en lossen. Dit zorgde ervoor dat veel kooplieden investeerden in schepen buiten Amsterdam, waardoor de scheepvaart in Waterland groeide. In de zestiende eeuw werd het echter Amsterdamse burgers verboden schepen in eigendom te hebben met Waterlandse schippers.
In Zeeland was de belangrijkste havenstad Middelburg. Vooral de handel op Engeland was van belang en enkele malen was de wolstapel hier gevestigd. De groei werd belemmerd toen vanaf 1356 de vaart op Antwerpen ontmoedigd werd door de graven van Vlaanderen ten gunste van Brugge. Andere Zeeuwse havenplaatsen waren Veere, Arnemuiden, Goes en Reimerswaal en hadden een aanvullende functie.
Het economische middelpunt in de veertiende eeuw was echter Dordrecht. De graven van Holland probeerden tevergeefs Dordrecht de positie van Brugge te laten overnemen. Door de strategische ligging ontwikkelde de stad zich tot een belangrijke stapelplaats met stapelrecht vanaf 1299. Er werd vooral wijn, hout en graan verhandeld. Overigens moeten de hoeveelheden in perspectief geplaatst worden. Zo werd in 1383 ruim 3500 last, zo'n 7000 ton, aan graan aangevoerd uit het Oostzeegebied en Noord-Duitsland, voor moderne begrippen slechts een kleine hoeveelheid. Ook was het aandeel van de Hanze, en waarschijnlijk ook de Engelsen, in de vijftiende eeuw op de Oostvaart nog groter dan dat van Holland.
In 1421 kwam Dordrecht ten gevolge van de Sint-Elisabethsvloed op een eiland te liggen. Hierdoor verloor het zijn gunstige ligging. Toen de Hanze tussen 1451 en 1457 opnieuw Vlaanderen blokkeerden, werd niet Dordrecht als stapelplaats aangewezen, maar eerst Deventer en later Utrecht, hoewel de handelaren Amsterdam kozen als handelscentrum.
Rond 1500 werd in Holland onderzoek gedaan in opdracht van de Staten om te komen tot een rechtvaardiger belastingheffing. Uit de Informacie van 1514, maar vooral Enqueste van 1494 blijkt dat de bloeiende scheepvaart ten koste van de zeelui ging, gezien de lage lonen.

##### Rond de Oostzee: conflicten met de Hanze
Halverwege de veertiende eeuw werden handelaren van de Hanze in Brugge ernstig belemmerd in hun handelsactiviteiten en ook aan hun privileges werd meer en meer getornd. De problemen met Brugge werden in eerste instantie gedeeltelijk opgelost, maar uiteindelijk verscherpte dit conflict zich nadat een schip uit Greifswald was overmeesterd op het Zwin. Een groot aantal Hanzesteden stuurde in 1356 een afgevaardigde naar Lübeck om te bespreken welke tegenmaatregelen men zou nemen. Afgesproken werd dat het Hanzekantoor van Brugge onder het gezag van de Hanzedag werd gesteld. Het al bestaande conflicten met Brugge nam hierna nog in hevigheid toe. Op de eerstvolgende Hanzedag in 1358 werd besloten tot verplaatsing van het kantoor naar Dordrecht en het instellen van een handelsboycot tegen Vlaanderen. Twee jaar later werd deze handelsoorlog beëindigd en werden vrijwel alle eisen van de Hanze ingewilligd. In de zomer van 1360 werd de vrede met Vlaanderen getekend, de boycot opgeheven en werd het kantoor weer in Brugge gevestigd. Deze overwinning was voor de Hanze een groot succes en bevestigde het belang en de macht van de Hanze. In deze periode werd de positie van de Vlamingen in de vaart op Engeland langzaam overgenomen door schippers uit de noordelijke Nederlanden.

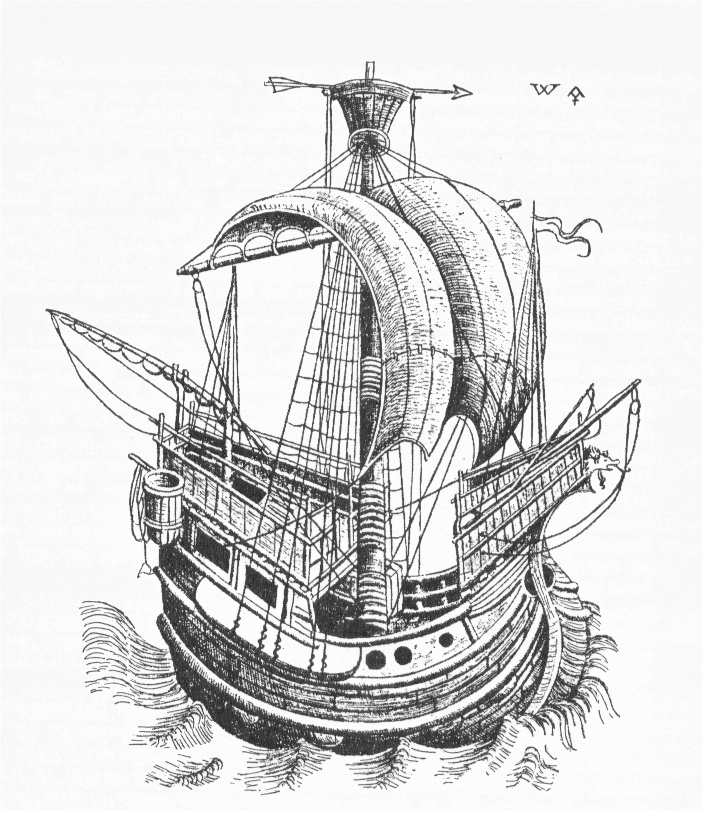
Hanzekogge uit de vijftiende eeuw.

Door verzanding van het Zwin verloor Brugge aan het einde van de vijftiende eeuw zijn positie aan Antwerpen. In 1520 werd het hanzekantoor naar Antwerpen verplaatst, dat sterk opbloeide en de grootste stapelplaats van Europa werd.
In 1361 eiste de Deense koning Waldemar IV Atterdag 4000 mark van de Hanze om van de visgronden van Schonen gebruik te maken. Hij veroverde en plunderde vervolgens Visby. In slechts zes weken werd daarna een confederatie gevormd van de Hanze, Noorwegen, Zweden, Holstein en de Duitse Orde. Tijdens de daaropvolgende Eerste Hanze-Deense Oorlog werd een vloot van 52 schepen naar Kopenhagen gestuurd. Dit draaide uit op een nederlaag voor de Hanze en hierbij gingen 12 schepen verloren. De blokkade van Kopenhagen bleek niet effectief, omdat de Zuiderzeesteden de handel met de Denen bleven voortzetten.
Waldemar probeerde meer inkomsten te genereren door de handel van de Hollandse en Pruisische steden te bevorderen die gebukt gingen onder de beperkingen van de Wendische Hanzesteden. Hierop organiseerden dezen echter de Keulse Confederatie in 1367 waarbij de Hollandse en Pruisische steden zich aansloten. In 1369 volgde de Tweede Hanze-Deense Oorlog die in 1370 gewonnen werd door de confederatie. De Vrede van Stralsund werd getekend, waarna de Hanze de toegang door de Sont beheerste.
Om de groeiende invloed van de Hollanders te beperken nam de Hanze maatregelen, zoals het vangstverbod rond Schonen van 1384 en rond 1400 verbood de Hanze de verkoop van Pruisische schepen aan Hollanders, die daar vaak hun grotere schepen lieten bouwen. Dit had de onbedoelde effecten dat zich een bloeiende haringvangst ontwikkelde op de Noordzee en dat de scheepsbouw in Holland zich tijdens de vijftiende eeuw sterk ontwikkelde. In 1435 werd de Noordzeeharing al verhandeld in Novgorod.
Hierna probeerden de Hanze een mare clausum in te stellen in het Oostzeegebied door schepen van niet-Hanzesteden te weren. De Hollandse koopvaardijvloot bleef echter groeien en de irritaties over de misgelopen handel zorgde voor schermutselingen van Wendische schepen tegen Hollanders. Dit leidde uiteindelijk in 1438 tot de Hollands-Wendische Oorlog, die in 1441 eindigde met de voor Holland gunstige Vrede van Kopenhagen, gesloten voor tien jaar. Hierbij verkregen de Hollanders een vrije doorvaart door de Sont. Ondanks het verdrag bleven de spanningen met de Hanze bestaan en een definitieve vrede met de Wendische steden volgde pas in de zestiende eeuw. Problematisch voor de Hanze was ook dat de Hanzesteden onderling verschillende belangen hadden. De Pruisische en Lijflandse Hanzesteden hadden de Hollandse scheepsruimte nodig voor hun export, maar Lübeck – waarvoor de landweg met Hamburg de reden van bestaan was – zag zijn handelsbelangen bedreigd.
Holland profiteerde daarna van de boycot van Vlaanderen door de Hanze van 1451 tot 1457. Daarna maakte de Hanze de misvatting dat Holland bereid zou zijn om stapelgoederen als lakens eerst naar Brugge te vervoeren, zodat het vandaar via de landweg Hamburg-Lübeck naar de Oostzee gebracht kon worden. Hoewel ventegoederen – massagoederen – hiervan waren vrijgesteld, leverde dit in 1473–1474 toch weer een strijd op. De Vrede van Utrecht die werd afgesloten in 1474 maakte een einde aan de stapelplicht. De hoogtijdagen van de Hanze waren voorbij.

##### Neergang Friese handel
Het grotendeels ontbreken van een landsheerlijk gezag, maakt dat er minder bronnen zijn overgeleverd over de handel en scheepvaart in Groter-Friesland. Desondanks zal de Friese scheepvaart niet onaanzienlijk zijn geweest in de twaalfde en dertiende eeuw, wat alleen al blijkt uit het grote aantal Friese schepen dat deelnam aan de kruistochten. De scheepvaart had zich ontwikkeld van boerenscheepvaart – waarbij boeren dit als nevenactiviteit beoefenden – tot een professioneel bedrijf, waarbij de handel zich concentreerde in Groningen en Stavoren. Groningen had via het Reitdiep een rechtstreekse verbinding met zee. Groninger kooplieden worden genoemd in Engelse bronnen en in 1227 sloten zij op Gotland een verdrag met Smolensk. Groningen was een volwaardig lid van de Hanze, waarvan de scheepvaart zich waarschijnlijk vooral richtte op Denemarken en Noord-Duitsland. Om onduidelijke redenen was het echter tijdens de veertiende eeuw vrij plotseling gedaan met de overzeese handel. Zo was de stad de enige die niet door Lübeck op de hoogte werd gesteld van de boycot tegen Vlaanderen in 1358, tot verwondering van de burgemeesters en de raad.
Stavoren, dat westelijker lag dan tegenwoordig, handelde zowel op Engeland, Frankrijk en Vlaanderen, als op de Oostzee, waar zij in de veertiende eeuw op Schonen een vitte had. Stavoren richtte zich in de dertiende en veertiende eeuw sterk op Holland. Dit zorgde voor een afzondering van de rest van Friesland. Een combinatie van factoren zorgde voor een neergang van de stad. De oorlogen van hertog Albrecht droegen hieraan bij, maar ook het dreigende in zee verdwijnen van het westelijke deel. De anarchie op het Friese platteland, waarbij hoofdelingen elkaar betwisten – wat vaak op zee werd voortgezet met Victualiënbroeders en andere piraten – was niet bevorderlijk voor de handel en scheepvaart.

#### Oorlogsvloten; centralisatie
Kaapvaart was gedurende de middeleeuwen en de vroegmoderne tijd gangbaar, en een geaccepteerde manier om aan de kost te komen. Om de handel te beschermen ontstond er behoefte aan een betere coördinatie van de vloot. Nog sterker klonk deze roep om een vloothoofd in tijden van oorlog. Lodewijk van Male, graaf van Vlaanderen, in economisch opzicht verreweg het meest ontwikkelde gebied, ondernam actie. In 1356 stelde hij voor het eerst een admiraal van Vlaanderen aan. Aanvankelijk was deze functie nog een tijdelijke; na enige tijd werd het een vaste functie. In de overige gewesten was er voorlopig nog alleen een tijdelijk vloothoofd.
De Bourgondische hertogen poogden de organisatie van de vloot te centraliseren. Veel resultaat leverde dit streven vooralsnog niet op, omdat de gewesten het liefst veel zelf regelden. Dit bleek tijdens de Hollands-Wendische Oorlog: een vloot van ruim honderd schepen werd samengesteld met toestemming van Filips de Goede, maar zonder actieve bemoeienis van de hertog. 

Onder de Habsburgers werd Filips van Kleef aangesteld als eerste admiraal voor alle Nederlandse gewesten onder Habsburgs gezag. In 1488 werd de Ordonnantie op de Admiraliteit uitgevaardigd. Het positief resultaat daarvan was beperkt. De belangen van de verschillende gewesten liepen vaak uiteen en kwamen lang niet altijd overeen met die van de Habsburgers. Na het uitbreken van de Opstand kwam het in de Republiek tot decentralisatie van de verschillende admiraliteiten. In de latere Spaanse Nederlanden werd verdere centralisatie wel doorgevoerd.

## Zestiende eeuw

### Ontdekkingsreizen en Grote Zeilvaart
Op initiatief van Hendrik de Zeevaarder waren de Portugezen in het begin van de vijftiende eeuw begonnen met hun ontdekkingsreizen langs de kust van Afrika. Het resultaat van vele expedities, dat zonder meer baanbrekend genoemd mag worden, werd ten slotte bereikt in 1497. In dat jaar begon Vasco da Gama zijn zeereis rond Afrika naar India. Na een reis van tien maanden bereikte hij het volgend jaar de haven van Calicut. Hierdoor werd het monopolie van het Ottomaanse Rijk op de specerijenhandel gebroken. Enige jaren daarvoor, in 1492, had Christoffel Columbus Amerika ontdekt.

Dit luidde een periode van expansie in, waarin Europese schepen de gehele aarde omcirkelden op zoek naar nieuwe handelsrouten. Deze ontwikkeling was mede mogelijk gemaakt door twee nieuwe scheepstypen: de kraak en later de caravela, de eerste schepen die voldoende zeewaardig waren om de lange en zware reis over de Atlantische Oceaan de doorstaan.
Ten gevolge van de vestiging van Portugese en Spaanse koloniën groeide de wereldhandel in een hoog tempo. Dientengevolge was er dringend behoefte aan grotere en snellere schepen. Om sneller te kunnen zeilen moest de tuigage hoger worden. Aldus begon de periode van de 'Grote Zeilvaart'.

### Bloei van Antwerpen
De Nederlanden vervulden in het Europees economisch netwerk een spilfunctie. Ludovico Guicciardini zag de rede van Walcheren als het maritieme middelpunt van Europa. Hier werden tussen Arnemuiden en Zuid-Beveland ladingen van grote schepen overgeladen op kleinere schepen die Antwerpen konden bereiken. Kasteel Mortier beschermde de toegang van Middelburg naar de rede. 

De handel in graan liep echter vanaf de Vrede van Spiers in 1544 vrijwel geheel via Amsterdam.
Tussen 1400 en 1585 breidde het vaargebied van de noordelijke Nederlanden zich niet zozeer uit – afgezien van de vaart op Iberië en de opening van de vaart op Moermansk – maar groeide de omvang van de scheepvaart in dit gebied wel zeer sterk.

### Cartografie
In 1507 publiceerde Johannes Ruysch een kaart van de gehele wereld, "Universalior cogniti orbis tabula ex recentibus confecta observationibus". Deze kaart werd veelvuldig gekopieerd en had daardoor meer invloed dan de Contarini-Rosselli kaart en de wereldkaart van Martin Waldseemüller, de Universalis Cosmographiae. Met "Nova et aucta orbis terrae descriptio ad usum navigatium emendate", de wereldkaart van Mercator uit 1569, werd de mercatorprojectie bekend. Deze was van groot belang voor de scheepvaart, omdat een lijn van constante kompaskoers op de kaart een rechte lijn is. Abraham Ortelius was na Mercator de grootste geograaf van zijn tijd en uitvinder van de moderne atlas met onder meer de Theatrum Orbis Terrarum.

### Handel rond de Oostzee

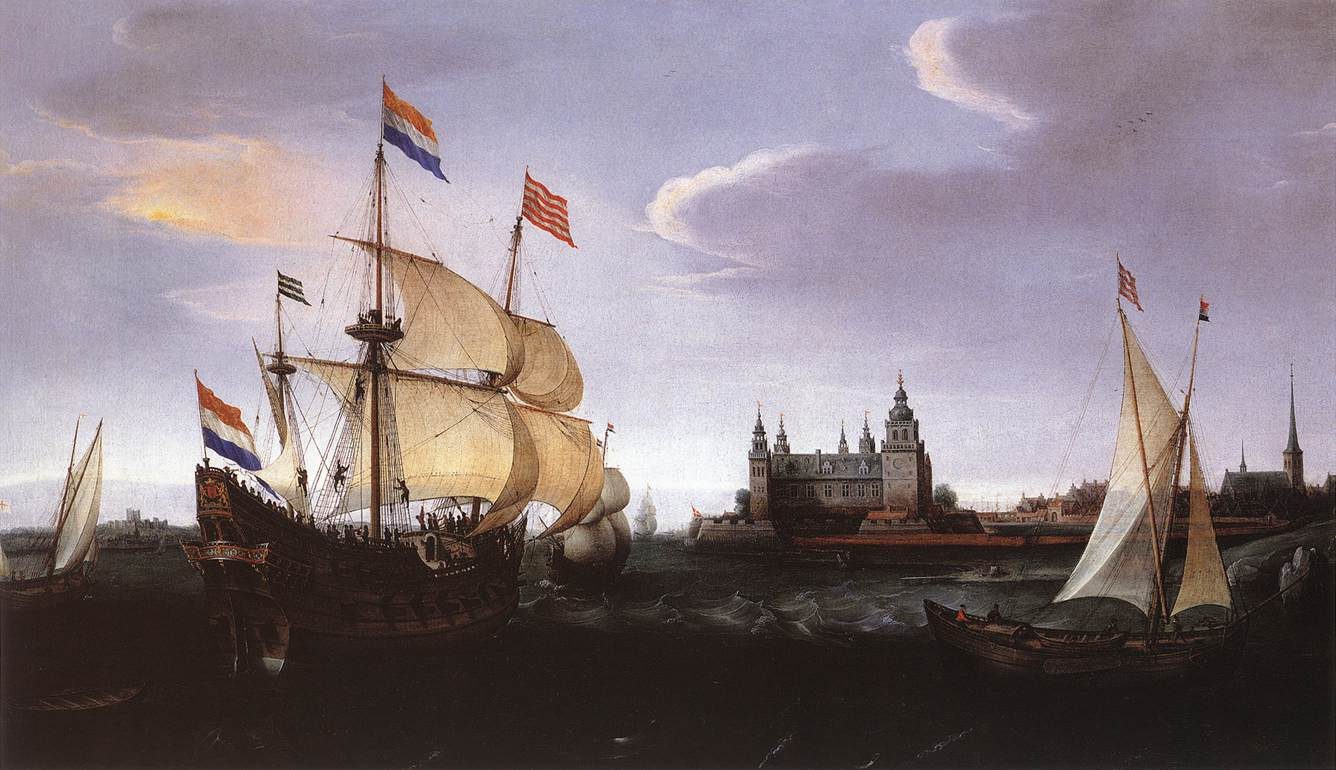
Hollandse driemaster in de Sont, 1614, Hendrick Cornelisz. Vroom. De graanhandel op de Oostzee is in deze periode de belangrijkste pijler van de noordelijke scheepvaart en wordt wel de moedernegotie genoemd.

De handel op de Oostzee was voornamelijk geconcentreerd te Amsterdam, waar de stapelmarkt gevestigd was. Toen de stad tussen 1572 en 1578 aan Spaanse zijde bleef was er een grote inzinking, maar daarna zette de groei zich weer door als tevoren. De meest bezochte Baltische havens waren Lübeck, Danzig, Koningsbergen en Riga.

Naast de graanhandel was de houthandel op de Oostzee van groot belang voor de Republiek. Het eikenhout dat daarvandaan kwam was nodig voor de scheepsbouw. Verder werd er veel vlas verhandeld met het Oostzeegebied.

### Visserij en walvisvaart
De Hollandse haring was in de zestiende en zeventiende een belangrijk exportproduct. De visserij, de handel en andere sectoren van de economie profiteerden van de grote afzetmarkt die ervoor bestond in het Oostzeegebied en het noordwesten van Duitsland. De haringvisserij op de Noordzee droeg in aanzienlijke mate bij aan de welvaart van Holland.

In 1567 werd het College van de Grote Visserij opgericht, een orgaan dat de kwaliteit van de bewerkte haring bewaakte en ook de belangen van zijn leden (de steden Enkhuizen, Brielle, Schiedam, Delfshaven en Rotterdam). Vanwege het grote belang van de haringvisserij werd de haringvloot altijd gekonvooieerd. Zo was bijvoorbeeld Witte de With vanaf 1630 commandeur van de Grote Visserij.
Een opmerkelijk boek over vissen en de visserij is het Visboeck van Adriaen Coenen uit 1577.

### Scheepsbouw
De Nederlandse scheepsbouw bestond uit twee verschillende tradities. In bijna elk dorp werden kleine schepen gebouwd, waarvoor geen speciaal materieel nodig was. Deze scheepjes werden meestal gebruikt voor eigen gebruik en werden zelden verkocht. Door de toename van de scheepvaart werd echter steeds meer voor de verkoop gebouwd. De scheepsbouw in de steden was groter en maakte gebruik van kranen en ander materieel. Er was een voortdurende strijd tussen deze twee. In 1531 werd het de kleine werven verboden schepen te bouwen voor de verkoop, waardoor de stedelijke werven konden groeien. Na het begin van de opstand werd dit verbod opgeheven.

### De Opstand

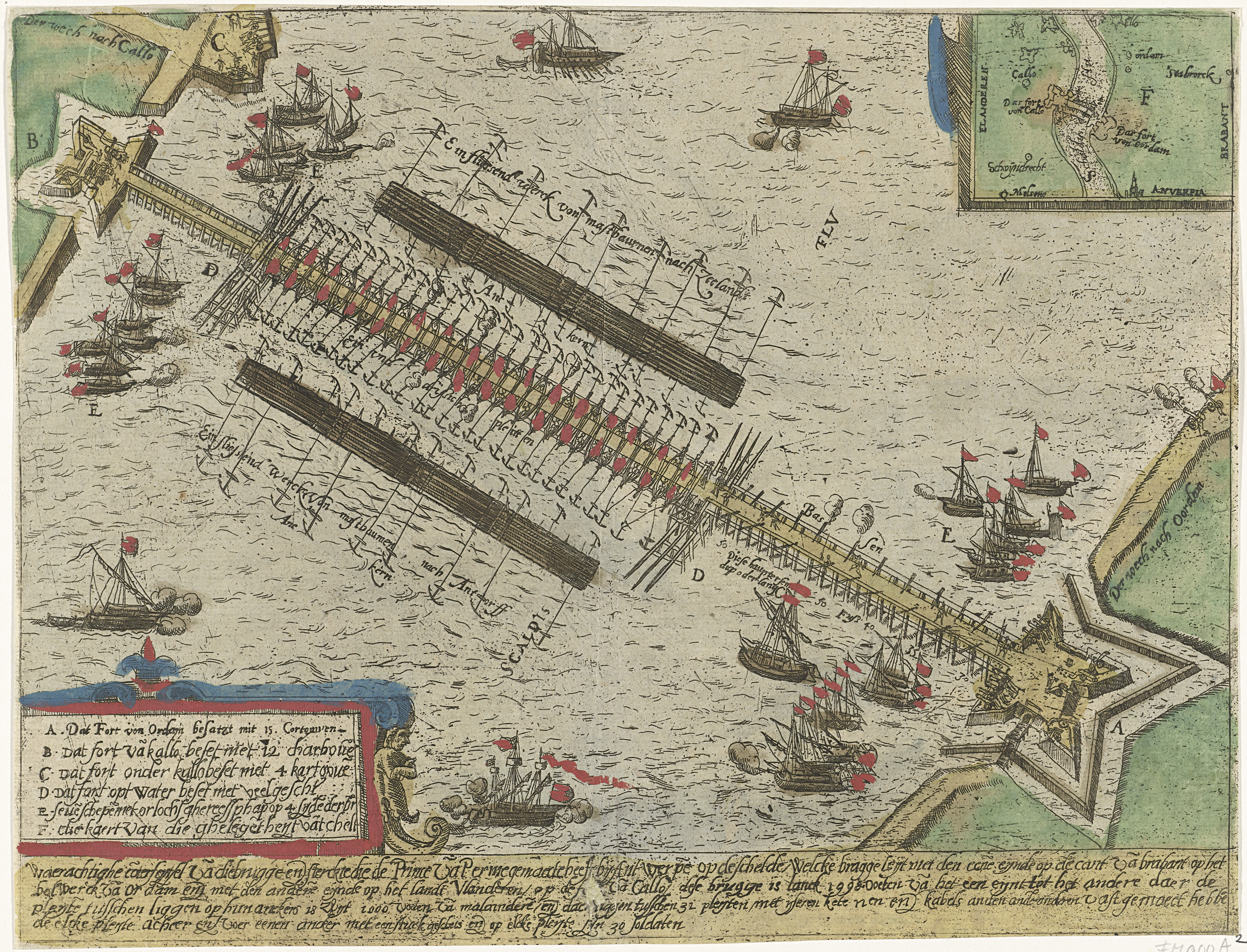
De schipbrug van Parma over de Schelde.

Door de strenge winter van 1564 viel de oogst in Frankrijk en de Nederlanden in het daaropvolgende jaar tegen. Bovendien werd tijdens de Zevenjarige Oorlog tussen Denemarken en Zweden vanaf eind april 1565 de Sont gesloten. Ook Polen, een bondgenoot van Denemarken, zag zijn omvangrijke handel via Danzig verstoord. Na twee maanden werd de Sont onder druk van Polen weer geopend. Voor de Nederlanden waren de gevolgen desondanks ernstig: mede door speculaties was de graanprijs sterk gestegen, met hongersnood als gevolg. In combinatie met de heersende economische malaise en de repressie van protestanten was dit de oorzaak van grote ontevredenheid die zich vanaf augustus 1566 ontlaadde tijdens de Beeldenstorm.
Tijdens De Opstand die hierop volgde, stelde de hertog van Alva, de nieuwe landvoogd, een rechtbank, de zogenaamde 'Bloedraad', in om de deelnemers aan de Beeldenstorm te berechten. Door de zware economische beperkingen die Alva oplegde, vluchtten een aantal kooplieden uit Amsterdam naar de steden die door de watergeuzen waren ingenomen, waaronder Middelburg, Dordrecht en Rotterdam. Een aantal vluchtte ook naar Noord-Duitsland, omdat ze de Nederlanden niet veilig genoeg achtten. Dit had een enorme daling in de omvang van de handel op de Oostzee tot gevolg, terwijl de handel vanuit Duitsland op de Oostzee plotseling enorm toenam.
Ook Antwerpen had zich aangesloten bij de opstand; in 1576 plunderden Spaanse troepen de stad tijdens de Spaanse Furie. Hierna nam Amsterdam de rol van Antwerpen over. Tot dan toe hadden de twee steden elkaar aangevuld, waarbij Antwerpen goederen distribueerde tussen Engeland en het zuiden, terwijl Amsterdam bulkgoederen verhandelde tussen het Oostzeegebied en de Atlantische kust. 

Alva beloofde Amsterdam allerlei belastingvrijstellingen en het recht op de handel met Spanje als het trouw bleef aan de Spaanse kroon. De watergeuzen hinderden echter de Amsterdamse handel dusdanig, dat de stad besloot zich in 1578 bij de opstand aan te sluiten.
In 1579 vormden de noordelijke provincies de Unie van Utrecht. Antwerpen zette samen met het noorden de strijd tegen de koning voort als de Antwerpse Republiek. Na het Beleg van Antwerpen (1585) viel de stad opnieuw in handen van het koninklijk leger. Meer dan de helft van de honderdduizend inwoners verliet vervolgens de stad, de meesten migreerden naar de noordelijke provincies. Vaak gebeurde dit via een omweg, via andere landen. Daarbij bleven enkelen ook achter, zodat de vluchtelingen die zich in de Republiek vestigden vaak familieleden op meerdere plaatsen in Europa hadden. Dit zorgde voor een uitgebreid netwerk, dat niet alleen de handel bevorderde, maar ook de stroom van informatie naar met name Amsterdam sterk deed toenemen. Dit droeg in belangrijke mate bij aan de hieropvolgende bloeiperiode van de economie van het noorden.